# Seleukidenreich

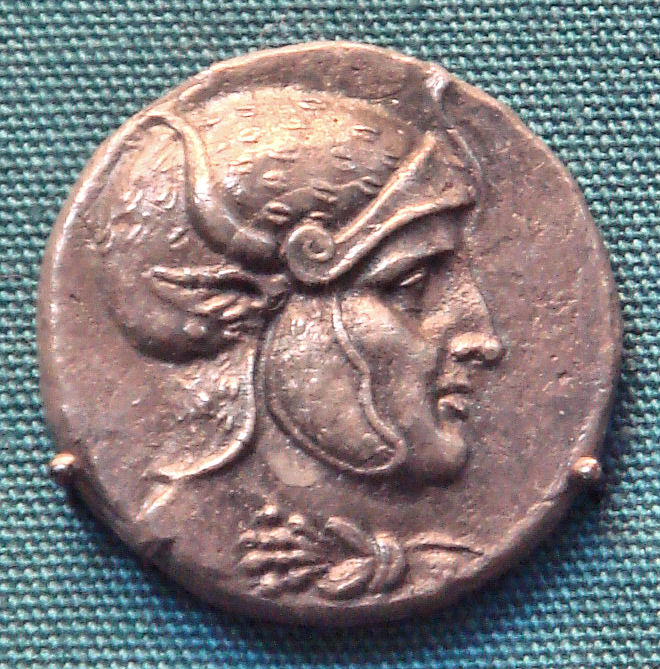
Münze mit dem Bild des Gründers Seleukos I.

Das Seleukidenreich gehörte zu den hellenistischen Diadochenstaaten, die sich nach dem Tod Alexanders des Großen bildeten. Während des 3. und 2. Jahrhunderts v. Chr. beherrschte das 312 v. Chr. begründete Reich den Vorderen Orient und erstreckte sich in seiner größten Ausdehnung von Kleinasien bis Baktrien.
Die makedonische Dynastie der Seleukiden wurde zum Nachfolger der Achaimeniden, die in den zwei Jahrhunderten vor Alexander in diesem Gebiet geherrscht hatten. Der Name der Familie wird von ihrem Gründer Seleukos I. Nikator abgeleitet, der sich ab 320 v. Chr. in den asiatischen Satrapien des Alexanderreiches als Herrscher durchsetzte und schließlich den Königstitel annahm. In der westlichen Geschichtsschreibung treten die Seleukiden zum einen als Gegenspieler des Römischen Reiches während des Römisch-Syrischen Krieges (192–188) unter Antiochos III. „dem Großen“ in Erscheinung, zum anderen als Fremdherrscher während des jüdischen Makkabäeraufstandes (167–142).
Bereits seit der Mitte des 3. Jahrhunderts v. Chr. schrumpfte der seleukidische Machtbereich, vor allem aber, nachdem Antiochos III. eine empfindliche Niederlage gegen die Römer erlitt und 188 v. Chr. Kleinasien aufgeben musste. Seit dem gewaltsamen Tod des Königs Antiochos VII. 129 v. Chr. und dem endgültigen Verlust Mesopotamiens und Irans an die parthischen Arsakiden waren die Seleukiden keine Großmacht mehr. Nach einem mehrere Generationen dauernden Niedergang zu einem auf Syrien beschränkten Kleinstaat endete ihr Reich im Jahr 63 v. Chr. mit der Absetzung des letzten seleukidischen Königs durch den römischen Feldherrn Gnaeus Pompeius Magnus und der Umwandlung Syriens in eine römische Provinz.
Westlich des Flusses Euphrat wurde Rom Nachfolger der Seleukiden, östlich davon das Partherreich der Arsakiden.

## Geografie

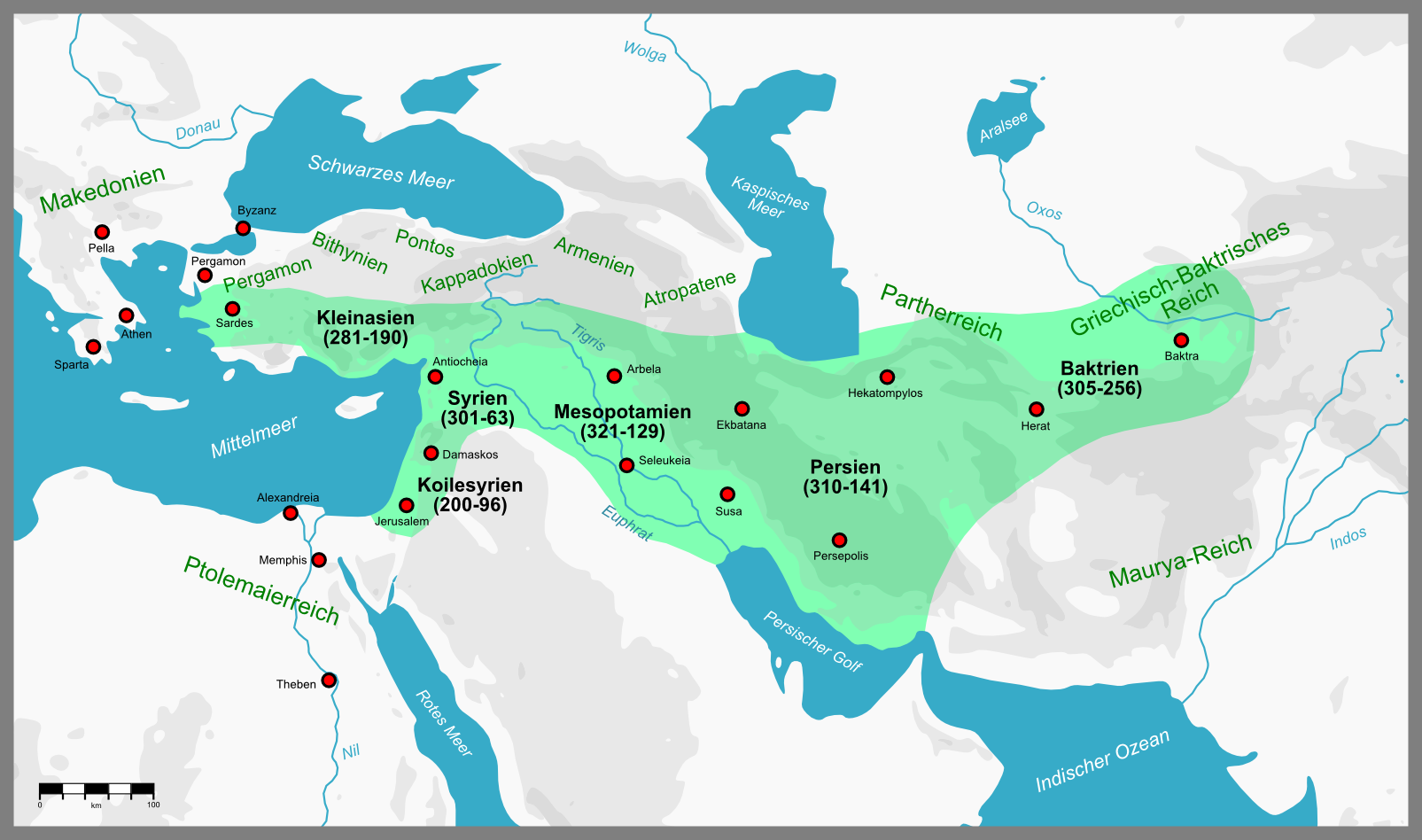
Karte des Seleukidenreiches im 3. Jahrhundert. Die Zugehörigkeit der Satrapien ist jeweils in vorchristlicher Zählung angegeben.

Das Seleukidenreich befand sich auf dem Territorium des untergegangenen persischen Achaimenidenreiches (ohne Ägypten). Dieses weitläufige Gebiet umfasste die ehemals selbstständigen Kulturräume von Kleinasien, Palästina, Mesopotamien, Babylonien, Medien, Persien und Baktrien.
Im Westen grenzte das Seleukidenreich an das griechische Mutterland und die makedonische Antigonidendynastie. Im Nordwesten lagen die kleineren Reiche von Pergamon, Bithynien, Galatien, Pontos, Kappadokien, Armenien und Atropatene, im Nordosten die Gebiete der nomadischen Parther und das Griechisch-Baktrische Reich, im Osten das indische Maurya-Reich. Im Südosten wurden die Seleukiden durch den Persischen Golf, im Südwesten durch die arabische Nefud-Wüste und die ägyptische Ptolemaierdynastie begrenzt.
Die Seleukidenkönige verwalteten ihr Reich angesichts seiner Größe nicht zentral, sondern bildeten verschiedene politische Schwerpunkte ihrer Herrschaft aus. Der wichtigste befand sich im nördlichen Syrien, welches seit 301 v. Chr. Teil des Reiches war. Hier hielten sich die Könige für gewöhnlich in Friedenszeiten auf. Syrien war zuvor nur ein Randgebiet angrenzender Völker wie der Hethiter oder Assyrer gewesen und wurde stärker als die anderen Regionen durch die Seleukiden beeinflusst. Diese gründeten mehrere Städte in Syrien, in denen Griechen angesiedelt wurden. Das Herz des Landes bildete die sogenannte Tetrapolis, die aus den vier Städten Antiocheia am Orontes, Seleukeia in Pierien, Laodikeia am Meer und Apameia am Orontes bestand. Der südliche Teil Syriens mit der heutigen Hauptstadt Damaskus gehörte allerdings lange Zeit den Ptolemaiern und kam erst 200 v. Chr. zum Seleukidenreich. Als Koilesyrien wurde dieses wohlhabende Gebiet meist mit Phönizien und Palästina zu einer politischen Einheit zusammengefasst. Gegen Ende der Seleukidenherrschaft im Jahr 63 v. Chr. beschränkte sich ihr gesamtes Territorium nur noch auf Syrien.
Von enormer ökonomischer Bedeutung für das Reich war das Zweistromland, das sich aus den beiden wohlhabenden Satrapien (Provinzen) Mesopotamien und Babylonien zusammensetzte. Noch vor der Eroberung Syriens wurden hier 320 und 312 v. Chr. die Grundlagen des Seleukidenreiches errichtet. Das Zweistromland wurde von zahlreichen griechischen Kolonien durchzogen, von denen Seleukeia am Tigris als Hauptstadt des Ostens fungierte. Nach der endgültigen Niederlage gegen die Parther 129 v. Chr. ging das Gebiet für die Seleukiden verloren, was auch das Ende ihrer Großmachtstellung bedeutete.
Der dritte Schwerpunkt seleukidischer Macht befand sich in Sardes im westlichen Kleinasien, wo die Dynastie 281 v. Chr. Fuß fassen konnte. Da aber alle bedeutenden Diadochenstaaten Ansprüche auf die mehrheitlich griechisch besiedelte Halbinsel erhoben, konnten sich die Seleukiden hier nie vollständig durchsetzen. Ihr Besitz beschränkte sich in der Regel auf das an Syrien angrenzende Kilikien sowie die binnenländischen Gebiete in Ionien und Phrygien. Dennoch versuchte die Dynastie regelmäßig auch in den Küstenregionen sowie dem in Europa gelegenen Thrakien Fuß zu fassen. Nach der Niederlage gegen das Römische Reich 188 v. Chr. blieb den Seleukiden allerdings nur noch Kilikien bis zum Tauros.
Im westlichen Iran konnten sich die Seleukiden als Nachfolger des Achämenidenreichs etablieren. Seit 310 v. Chr. gehörten Medien, Susiane, die Persis (zur seleukidischen Herrschaft dort siehe Frataraka) und Karmanien zum Reich. Die Seleukidenkönige heirateten regelmäßig in iranische Herrscherhäuser ein, um dadurch ihre Legitimation zu bewahren. Eine umfassende Besiedlung des Landes mit Griechen erfolgte im Gegensatz zu den übrigen wichtigen Reichsteilen nicht. Im Jahr 141 v. Chr. eroberten die Parther Iran.
Während der frühen Phase des Seleukidenreiches umfasste dieses ab 305 v. Chr. auch das östliche iranische Hochland sowie den Hindukusch. Die dort etablierten Satrapien Parthien und Baktrien machten sich jedoch um 256 v. Chr. unabhängig. Nominell verblieben sie zwar lange seleukidische Vasallen, wurden aber nie mehr direkt verwaltet. Aus Parthien und Baktrien gingen zwei bedeutende Reiche hervor, die sich später bis Mesopotamien beziehungsweise Indien erstreckten.
Im Osten grenzte Baktrien an das Maurya-Reich unter Ashoka. Der Sohn des Bindusara strebte nach freundschaftlichen Beziehungen mit seinen Nachbarn wie den Seleukiden und den Griechen in Baktrien.

## Geschichte

### Etablierung des Reiches (320/312–281)

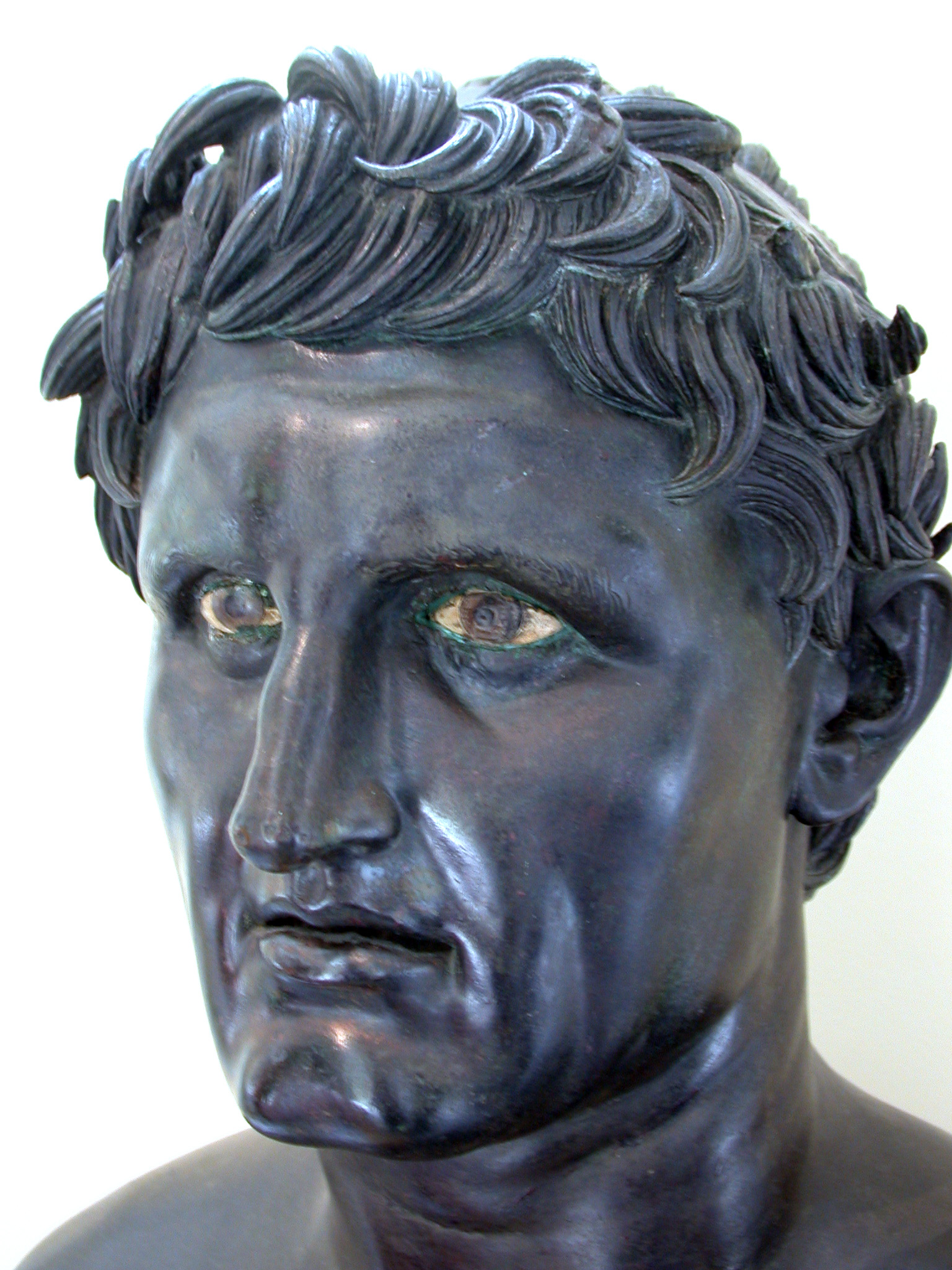
Seleukos I. (Römische Kopie eines griechischen Originals; gefunden in Herculaneum)

Territoriale Entwicklung im östlichen Mittelmeer und das Seleukidenreich um 300 v. Chr.

Zwei Jahre nach dem Tode Alexanders des Großen wurde dessen Reich von seinen militärischen Kommandeuren auf der Konferenz von Triparadeisos 320 v. Chr. untereinander aufgeteilt. Die Satrapie Babylon wurde an den späteren Seleukos I. Nikator übertragen, der ein hoher Offizier während des Alexanderzuges gewesen war. In den folgenden Jahren zog er die städtische Bevölkerung auf seine Seite. Nach einem Angriff von Antigonos I. Monophthalmos, des mächtigsten Diadochen, musste Seleukos 315 an den Hof Ptolemaios’ I. nach Ägypten fliehen, kehrte aber 312 nach Babylon zurück. Dieses Datum wurde von den Seleukiden als offizieller Beginn ihrer Herrschaft angesehen.
In einem mehrjährigen Krieg gegen Antigonos verteidigte Seleukos dieses Mal seine Machtbasis. Nach Antigonos’ Rückzug unternahm Seleukos in der Tradition Alexanders eine Anabasis, welche die seleukidische Herrschaft auf den östlichen Teil des alten Perserreiches (Medien, Persepolis, Susa, Karmanien, Parthien, Baktrien) ausdehnte. Er mied dabei eine Konfrontation mit dem indischen Maurya-Herrscher Chandragupta Maurya und überließ diesem die Provinzen Gedrosien und Arachosien im Tausch gegen mehrere hundert Kriegselefanten. 305 v. Chr. nahm Seleukos wie die übrigen Diadochen den Königstitel an und gründete Seleukeia am Tigris als neue Residenzstadt.
Antigonos blieb durch seinen Anspruch auf das Gesamtreich Alexanders eine Bedrohung für die übrigen Diadochen, weshalb diese eine Allianz miteinander eingingen. In der Schlacht bei Ipsos 301 v. Chr. wurde Antigonos von Seleukos, Lysimachos und Kassander besiegt. Seleukos nahm daraufhin Syrien als zweites Zentrum neben Babylon in Besitz, musste allerdings auf Koilesyrien verzichten, welches von den Ptolemaiern besetzt wurde. Er gründete mehrere griechische Städte in Syrien, von denen Antiocheia am Orontes als zweite Residenz fungierte. Dadurch gelang es Seleukos, sich eine eigene griechisch-makedonische Machtbasis zu verschaffen, deren Potenzial dem seleukidischen Heer zugutekam.
Antigonos’ Sohn Demetrios I. Poliorketes zog 285 v. Chr. mit seinem Heer nach Syrien, wurde jedoch von Seleukos geschlagen und gefangen genommen. 281 griff Seleukos seinen Rivalen Lysimachos unter dem Vorwand an, für die Rechte von dessen vertriebener Schwiegertochter einzutreten. In der Schlacht bei Kurupedion siegte Seleukos und brachte Kleinasien an sich, so dass er für einen kurzen Zeitraum zum mächtigsten Diadochen wurde. Nachdem Seleukos jedoch die Dardanellen überquert hatte, um seine Herrschaft auch in Makedonien durchzusetzen, wurde er von Ptolemaios Keraunos ermordet, der den makedonischen Thron für sich beanspruchte.

### Instabile Großmacht (281–223)

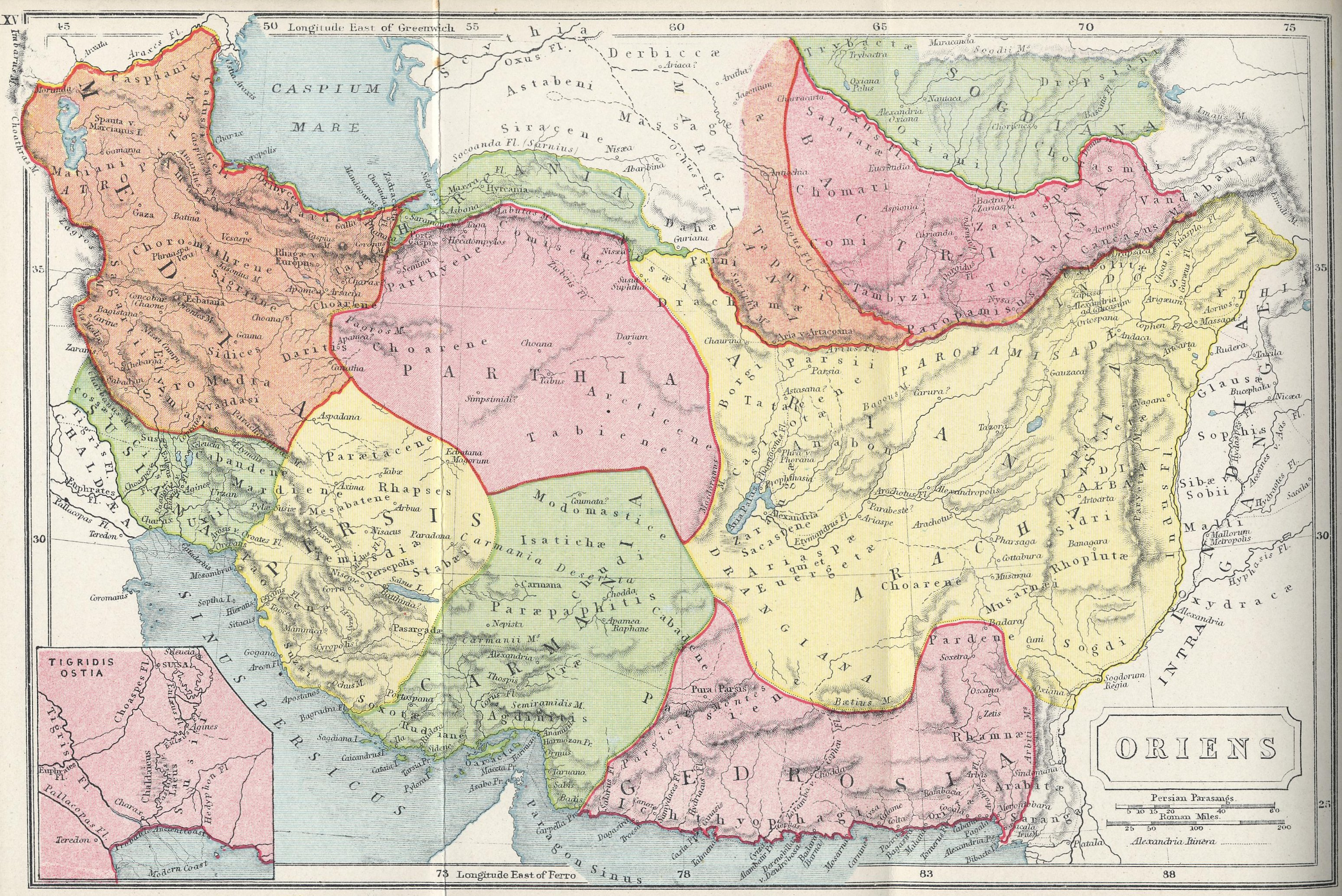
Karte des Orients im Altertum

Die Nachfolger des Dynastiebegründers sahen sich drei dauerhaften außenpolitischen Konflikten gegenüber: Die Seleukiden erkannten niemals die ptolemaiische Herrschaft über Koilesyrien an, konnten aber ihren Anspruch in den ersten vier Syrischen Kriegen militärisch nicht durchsetzen. In Kleinasien erkämpften sich in der Folge mehrere nichtgriechische, aber hellenisierte Königreiche, wie die von Pergamon, Bithynien, Pontos und Kappadokien ihre Freiheit, während sich die Ptolemaier in den meisten kleinasiatischen Küstengebieten festsetzen konnten. Im Osten des Reiches unterstanden zahlreiche Satrapien nur noch nominell der seleukidischen Oberhoheit, da sich zwei Konkurrenten etablierten: zum einen das ehemals nomadische Volk der iranischen Parther unter den Arsakiden, welches sich südöstlich des Kaspischen Meeres niederließ, und zum anderen das Griechisch-Baktrische Reich unter Diodotos I., welches im Machtzenit bis nach Indien reichte. Zusätzlich kam es innerhalb des Seleukidenhauses zu Machtkämpfen, die sich mit den außenpolitischen Konflikten vermengten und das Reich schwächten.
Antiochos I. Soter (281–261), der Sohn Seleukos’ I., musste in Kleinasien die Unabhängigkeit Bithyniens hinnehmen, konnte aber den dort eingefallenen Galatern in der Elefantenschlacht 268 v. Chr. erfolgreich entgegentreten. Im Ersten Syrischen Krieg verbündete sich Antiochos mit dem ptolemaiischen Statthalter der Kyrene, Magas, gegen dessen Halbbruder Ptolemaios II. von Ägypten. Die Seleukiden konnten ihre Position allerdings weder in Koilesyrien noch Kleinasien verbessern. Nach einer militärischen Niederlage musste Antiochos 262 die Unabhängigkeit Eumenes’ I. von Pergamon anerkennen. 261 fiel Antiochos I. im Kampf gegen die Galater.
Seinem Sohn Antiochos II. Theos (261–246) gelang es im Zweiten Syrischen Krieg, den Ptolemaiern einige Besitzungen in Ionien abzunehmen. Teil der Friedensbedingungen mit den Ptolemaiern war die Heirat zwischen Antiochos und der ägyptischen Prinzessin Berenike, für die der Seleukidenkönig seine erste Frau Laodike verstieß. Später kehrte Antiochos II. zu Laodike zurück, die ihn jedoch zusammen mit Berenike und deren gemeinsamem Sohn ermorden ließ, um die Nachfolge ihrer eigenen Kinder zu sichern.
Unter Seleukos II. Kallinikos (246–226), dem ältesten Sohn Antiochos’ II. und der Laodike, verschlechterte sich die Lage des Seleukidenreiches erheblich. Ptolemaios III. nutzte die Ermordung seiner Schwester Berenike als Vorwand zur Eröffnung des Dritten Syrischen Krieges. Die ptolemaiischen Truppen eroberten Syrien kurzzeitig und drangen nach Mesopotamien vor, bis ein Aufstand in Ägypten ihre Rückkehr erzwang. Seleukos konnte die verlorenen Gebiete zurückgewinnen, musste aber den Verlust einiger Gebiete in Ionien sowie der wichtigsten seleukidischen Hafenstadt Seleukeia Pieria hinnehmen. Er setzte seinen Bruder Antiochos Hierax als Vizekönig in Kleinasien ein, wo sich dieser jedoch 240 selbstständig machte. Seleukos musste die Herrschaft Hierax’, der sich mit den Galatern und Ptolemaiern verbündet hatte, hinnehmen. Als Hierax 228 durch Attalos I. von Pergamon aus Kleinasien vertrieben wurde, konnte Seleukos eine Invasion seines Bruders in Syrien abwehren. Die östlichen Satrapien Parthien und Baktrien nutzten die Schwäche der Zentrale und machten sich um 245 v. Chr. unabhängig. Ein Feldzug Seleukos’ II. zur Rückgewinnung dieser Gebiete blieb erfolglos.
Sein ältester Sohn, Seleukos III. Keraunos (226–223), unternahm 223 einen Feldzug nach Kleinasien, um die an Pergamon verlorenen Territorien zurückzuerobern. Das Unternehmen verlief zwar militärisch erfolgreich, doch wurde Seleukos III. bei einem Söldneraufstand ermordet.

### Wiederherstellung der Großmacht und Konflikt mit Rom (223–164)

Territoriale Entwicklung im östliches Mittelmeer und das Seleukidenreich um 200 v. Chr.

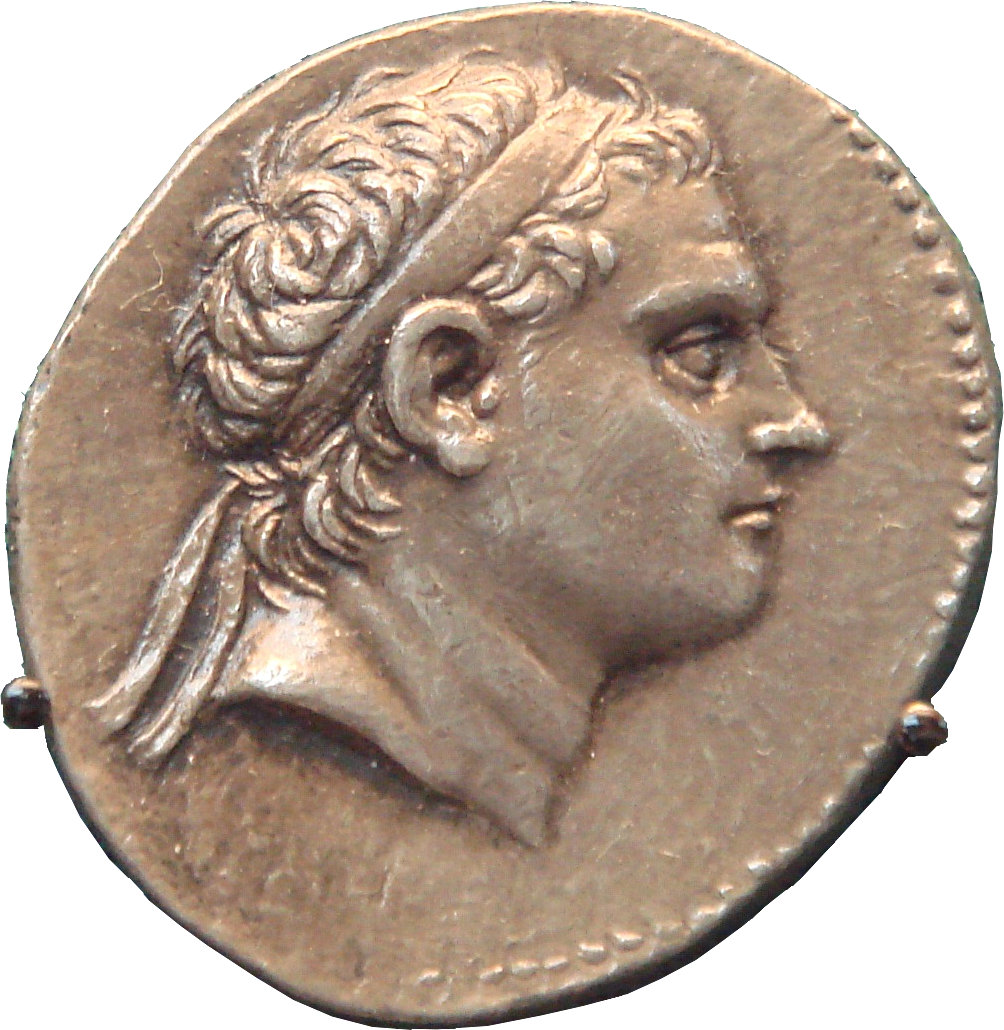
Antiochos III. der Große (Münzporträt)

Antiochos III. „der Große“, der jüngere Bruder Seleukos’ III., musste zu Beginn seiner Herrschaft den Abfall der östlichen Gebiete unter dem Vizekönig Molon hinnehmen, der damit das Zweistromland und Iran kontrollierte. Erst 220 v. Chr. konnte Antiochos Molons Aufstand niederschlagen und brachte zusätzlich das nur noch formell dem Seleukidenreich zugehörige Atropatene unter seine Kontrolle. Zu dieser Zeit machte sich sein Onkel Achaios, der als Vizekönig Kleinasiens fungierte, zum König. Antiochos griff allerdings zunächst die mit Achaios verbündeten Ptolemaier in Koilesyrien an: Im Vierten Syrischen Krieg konnte Antiochos zunächst einen Großteil Koilesyriens erobern, bis er 217 in der Schlacht bei Raphia dem Heer Ptolemaios’ IV. unterlag. Dennoch blieb das wiedereroberte Seleukeia in Pierien in seleukidischer Hand. Antiochos wandte sich nun gegen seinen Onkel Achaios, den er in dessen Hauptstadt Sardes einschloss und 213 besiegte, wodurch das binnenländische Kleinasien wieder Teil des Seleukidenreiches wurde.
212 v. Chr. begann Antiochos einen achtjährigen Feldzug (Anabasis) gegen die unabhängig gewordenen östlichen Teile des Reiches: Nachdem Armenien die seleukidische Oberhoheit auferzwungen worden war, erkämpfte sich Antiochos in zahlreichen Schlachten und Belagerungen die nominelle Anerkennung seiner Suzeränität über die Parther und das Griechisch-Baktrische Reich und beließ die regionalen Könige gegen Zahlung von Tributen im Amt und Würden. Wie zuvor sein Ururgroßvater Seleukos I. beendete Antiochos III. seinen Ostfeldzug in Indien, wo er ein Friedensabkommen mit dem indischen König Sophagasenos von Kabul schloss. Nach seiner Rückkehr in den Westen nutzte Antiochos im Bündnis mit dem Makedonenkönig Philipp V. die innenpolitische Schwäche des Ptolemaierreiches unter Ptolemaios V. aus und fiel 202 v. Chr. erneut in Koilesyrien ein. In der siegreichen Schlacht bei Paneion 200 sicherten sich die Seleukiden im Fünften Syrischen Krieg die umstrittene Provinz endgültig.

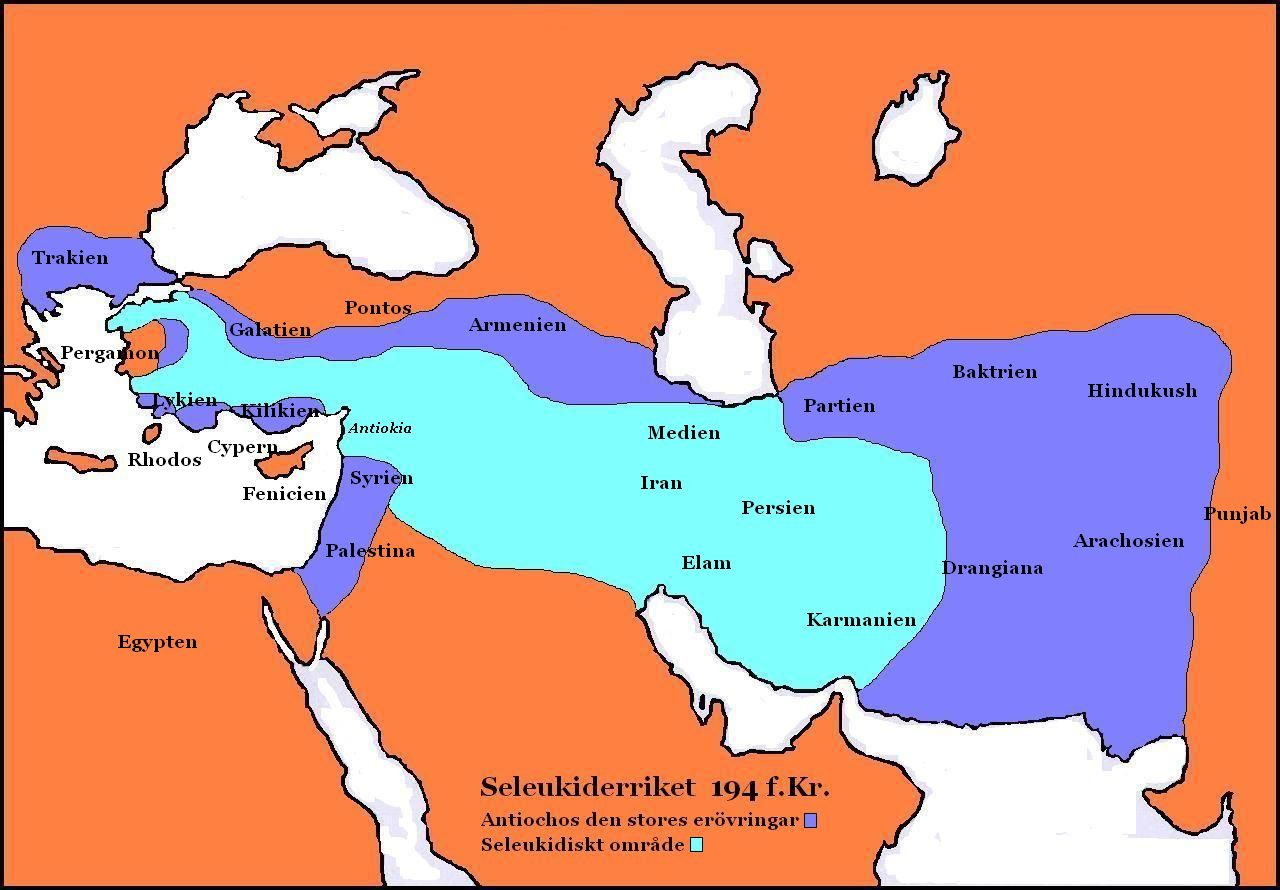
Das Seleukidenreich bei Thronbesteigung von Antiochos III. (helle Farbgebung) und die erweiterte Grenze seiner Einflusszone vor dem Konflikt mit der Römischen Republik

196 v. Chr. baute Antiochos III. seine Position in Kleinasien erheblich aus, wo er die früheren Küstenbesitzungen der Ptolemaier eroberte, den Hellespont überquerte und sich in Thrakien festsetze. Dadurch geriet er in Konkurrenz zu den Römern, die zeitgleich in Griechenland Fuß fassten und Philipp V. besiegen konnten. Mehrjährige Verhandlungen zwischen Römern und Seleukiden über eine zukünftige Interessengrenze brachten keine Ergebnisse. Antiochos verbündete sich mit dem Aitolischen Bund und landete 192 auf dessen Einladung in Griechenland, wodurch er den Römisch-Syrischen Krieg auslöste. Zwar konnte er zunächst einige Gebiete in Mittelgriechenland für sich gewinnen, doch wurde er von den Römern in der Zweiten Schlacht bei den Thermopylen geschlagen. Nach mehreren Niederlagen zu See verlor er 190 auch die entscheidende Schlacht bei Magnesia in Kleinasien. Daraufhin musste Antiochos im Frieden von Apameia 188 alle seleukidischen Gebiete in Thrakien und Kleinasien außer Kilikien an Roms Alliierte, vor allem Rhodos und Pergamon, abtreten. Zusätzlich hatten die Seleukiden über Jahre hinaus hohe Tributzahlungen an Rom zu entrichten. Beim Versuch, eine außerordentliche Tempelsteuer einzutreiben, wurde Antiochos 187 v. Chr. in Iran von empörten Einheimischen getötet, als er nahe Susa ein Bel-Heiligtum plündern lassen wollte.

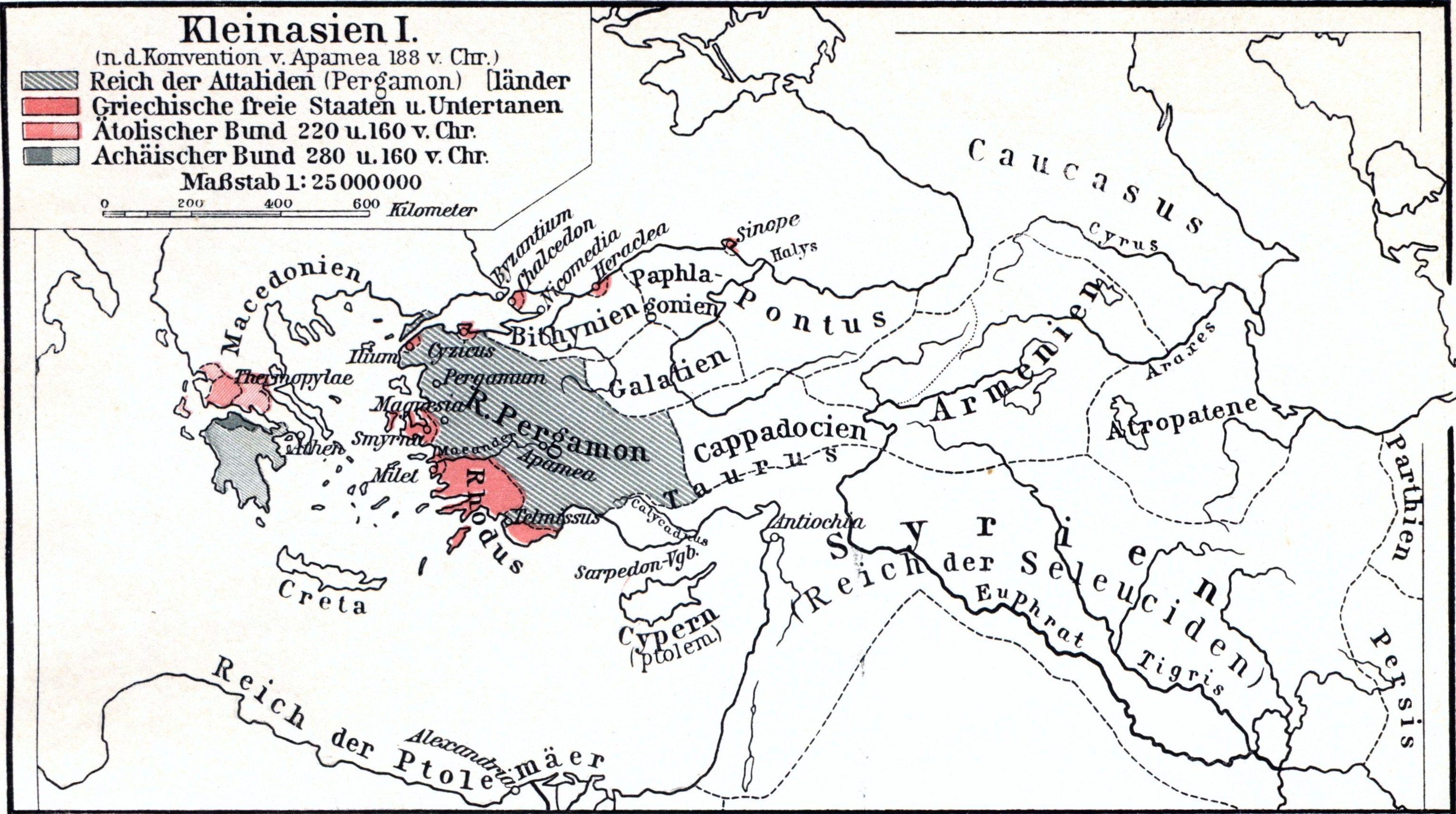
Das Seleukidenreich 187 v. Chr., nach dem Tod des Antiochos III., genannt „der Große“, auf der Karte wird das Reich auch als Syrien bezeichnet.

Nach dem Tod Antiochos’ III. fielen die Satrapen bzw. die Könige Parthiens, Baktriens, Armeniens, der Atropatene, Sophene, Elymais und Persis wieder vom Seleukidenreich ab, welches sich damit unmittelbar auf Syrien, Palästina, Kilikien, das Zweistromland und das westliche Iran beschränkte. Die Seleukiden blieben zwar weiterhin die militärisch stärkste Kraft im Nahen Osten, waren von nun an aber zunehmend in ihrer Außenpolitik eingeschränkt und wurden in die Defensive gedrängt. Im Osten nahm der Druck des aufstrebenden Partherreiches zu, im Westen war immer stärker mit römischen Interventionen in griechische Angelegenheiten zu rechnen. Zudem schwächten permanente dynastische Streitigkeiten das Reich dauerhaft und führten letztendlich zum Verlust aller außersyrischen Gebiete.
Unter den beiden Söhnen Antiochos’ III. blieb das Seleukidenreich relativ stabil: Die Herrschaft Seleukos’ IV. Philopater (187–175) wurde dabei vom Zwang der Reparationszahlungen an Rom bestimmt. Sein jüngerer Bruder Antiochos IV. Epiphanes (175–164), der Seleukos’ Söhne bei der Thronfolge übergangen hatte, gewann dagegen wieder an Handlungsfreiheit. Er kam im Sechsten Syrischen Krieg 170 v. Chr. einem ptolemaiischen Angriff zuvor, führte einen überaus erfolgreichen Präventivschlag durch, eroberte einen Großteil Unterägyptens und machte Ptolemaios VI. faktisch zur seleukidischen Marionette. Damit schien ein Befreiungsschlag gelungen und die Großmachtstellung des Seleukidenreiches gesichert bzw. erneuert. Doch Antiochos, der im Begriff war, in die ägyptische Hauptstadt Alexandria einzuziehen und sich bereits im Vorort Eleusis befand, konnte die Früchte des Sieges nicht ernten: Am Tag von Eleusis 168 wurde er vielmehr von einer römischen Gesandtschaft unter Androhung eines Krieges gezwungen, Ägypten kampflos wieder aufzugeben. Auf dem Rückweg ließ er, durch die Kriegskosten und noch immer ausstehende Reparationszahlungen an Rom belastet, 167 den Tempel in Jerusalem plündern, wodurch er den Makkabäeraufstand auslöste. Mit einer beispiellosen Siegesparade versuchte der gedemütigte König anschließend beim „Festzug von Daphne“, die politische Katastrophe, in der der Syrische Krieg durch die römische Intervention geendet hatte, zu kaschieren. Dennoch wurde seit 168 deutlich, dass nun Rom im östlichen Mittelmeerraum das letzte Wort hatte. 165 zwang Antiochos IV. immerhin Armenien unter König Artaxias I. zurück ins Seleukidenreich und forderte von ihm Tribute ein, starb jedoch ein Jahr darauf in Iran während eines Feldzuges gegen die Parther zur Rückgewinnung der nach 187 abgefallenen Ostgebiete unter das seleukidische Supremat.

### Vergebliches Ringen gegen den Niedergang (164–129)
Antiochos V. Eupator (164–162), Sohn von Antiochos IV., war bei seiner Thronbesteigung noch unmündig. Diesen Umstand ausnutzend, erhob sich der seleukidische Satrap Ptolemaios zum König (Selbstkrönung) der Kommagene mit der Hauptstadt Samosata. Ein überlebender Sohn von Seleukos IV., Demetrios I. Soter (162–150), kehrte daher aus römischem Exil zurück und ließ seinen Cousin ermorden. Der römische Senat wandte sich nun gegen den neuen König und unterstützte seine Feinde. Demetrios schlug zunächst erfolgreich 160 v. Chr. den durch Rom anerkannten Usurpator Timarchos, der sich auf die iranischen Satrapien stützte. 150 tauchte mit dem von Rom, Pergamon und Ägypten unterstützten Alexander I. Balas (150–146) ein weiterer Thronprätendent auf, der sich als unehelicher Sohn Antiochos’ IV. ausgab und Demetrios I. ermorden ließ. Dessen Sohn Demetrios II. Nikator (145–138; erste Regierung) einigte sich mit den Makkabäern und besiegte Alexander Balas. In Teilen Syriens verlor Demetrios II. jedoch Einfluss an den General Diodotos Tryphon (142–138), der den unmündigen Sohn des Balas, Antiochos VI. Dionysos (145–142), zum König ausrufen ließ. Nach der Ermordung seiner Marionette übernahm Diodotos in seinem Machtbereich 142 die syrische Königswürde. Um seine Herrschaft zu sichern, suchte er ein Auskommen mit den Makkabäern und erkannte die Autonomie und Steuerbefreiung Judäas an.
Spätestens nach 141/140 nutzten die parthischen Arsakiden unter Mithridates I. den in Syrien herrschenden Bürgerkrieg aus und überrannten die östlichen Satrapien bzw. Vasallenkönigtümer der Seleukiden (Babylonien, Medien, Persis, Elymais), so dass das effektive Herrschaftsgebiet des legitimen Königs Demetrios II. im Osten am Oberlauf des Euphrats und Tigris endete. Dieser gewann zwar Babylonien für die Seleukiden zurück, geriet aber 139 auf einem Rückeroberungsfeldzug in Iran in einen Hinterhalt der Parther und damit in die Gefangenschaft des Mithridates I.
Daraufhin bestieg Demetrios’ jüngerer Bruder Antiochos VII. Sidetes (139–129) den Thron, der sich zuvor in Side im Exil befunden hatte. Dieser gilt als der letzte bedeutende Seleukidenherrscher. Er verbündete sich zunächst mit dem Hasmonäer Simon und setzte mit jüdischer Hilfe bei Dor der Herrschaft des Usurpators Diodotos Tryphon 137 ein Ende. 135/134 stand Antiochos dann mit seinen Truppen vor Jerusalem und verlangte vom Nachfolger des Simon, Johannes Hyrkanos I., erfolgreich die Unterwerfung. Er erzwang so noch einmal für die Seleukiden die Anerkennung der Suzeränität über die Juden sowie Tribute und Heeresfolge. 131 zog er dann mit der wohl letzten schlagkräftigen seleukidischen Armee gegen die Parther in den Krieg und eroberte Babylonien, Medien und die angrenzenden Gebiete zurück. Damit konnte Antiochos VII. noch einmal einen erheblichen Teil des alten Seleukidenreiches in einer Hand vereinen. Der Niedergang des Reiches schien abgewendet; ein Friedensangebot der Arsakiden lehnte der König siegesgewiss ab. Als er jedoch 129 nach Parthien vorrückte, wurde er von den Arsakiden in einen Hinterhalt bei Ekbatana gelockt; der König wurde in der Schlacht getötet und sein Heer vernichtet. Die Seleukiden verloren im Zuge dieser Niederlage endgültig die Herrschaft über Iran, das Zweistromland und sogar Ostsyrien, das sich unter dem Namen Osrhoene als unabhängiges Königreich konstituierte. Ihre Zeit als Großmacht war für immer vorüber.

Territoriale Entwicklung im östlichen Mittelmeerraum und dem Seleukidenreich um 100 v. Chr.

### Klientelstaat Ägyptens und Roms (129–63)

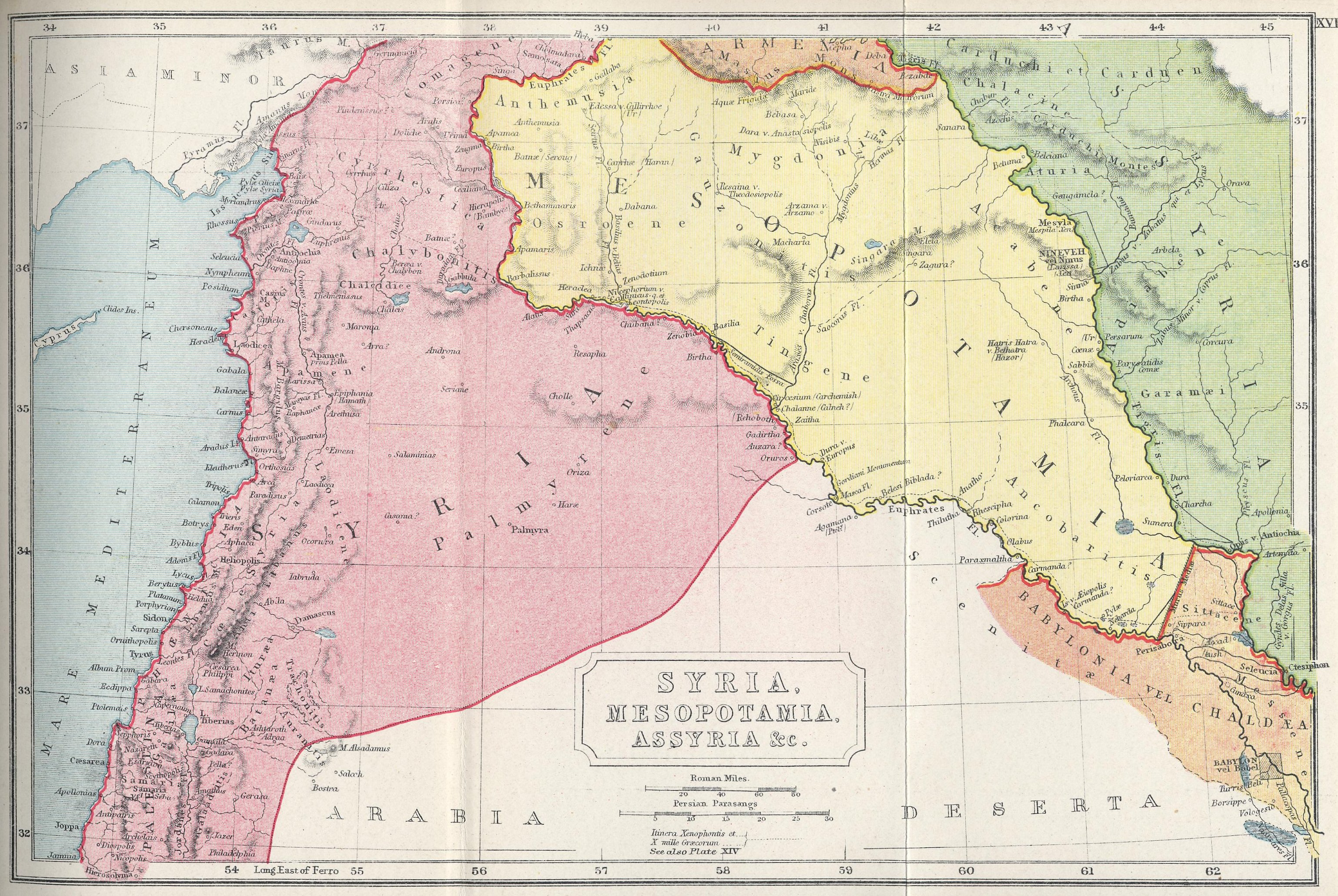
Karte Syriens und Mesopotamiens im Altertum

Nach dem Tod Antiochos’ VII. war das Seleukidenreich nur noch eine Regionalmacht, die unter dem Einfluss ihrer Nachbarstaaten stand. Das Reich existierte im Grunde nur noch deshalb, weil sich die Nachbarn nicht über dessen Aufteilung einigen konnten. Seine Könige kontrollierten darum noch das westliche Syrien sowie Teile Koilesyriens und Kilikiens. Die meiste Zeit über existierten parallel mehrere Prätendenten auf den Thron, die jeweils von äußeren Mächten gestützt wurden.
Demetrios II. (129–125; zweite Regierung) wurde nach zehnjähriger parthischer Gefangenschaft freigelassen und bestieg ein zweites Mal den syrischen Thron. Als er 129/128 in die ägyptische Politik einzugreifen versuchte, baute Ptolemaios VIII. den Usurpator Alexander II. Zabinas (129/128–123) als angeblichen Nachkommen Alexanders I. Balas auf, welcher sich in einem Teil Syriens durchsetzen konnte.
Kleopatra Thea (125–121) war nacheinander die Frau von Alexander Balas, Demetrios II., Antiochos VII. und danach wieder von Demetrios II. gewesen. Nachdem sich Alexander II. Zabinas gegenüber Demetrios militärisch behauptet hatte, ließ sie ihren Mann ermorden und übernahm selbst die Regierung über den ihr verbliebenen Teil Syriens. Als ihr ältester Sohn mit Demetrios, Seleukos V. (125), die alleinherrschaft forderte, ließ sie ihn ebenfalls ermorden. Zur Legitimation ihrer Herrschaft teilte sich Kleopatra den Thron mit ihrem jüngeren Sohn Antiochos VIII. Grypos (125–96). Dieser besiegte 123 v. Chr. Alexander Zabinas und ließ 121 seine Mutter ermorden, wodurch er vorübergehend zum alleinigen Herrscher Syriens wurde, mit seiner Gattin Tryphaina an seiner Seite.
115 v. Chr. kehrte sein Halbbruder Antiochos IX. Kyzikenos (115–96), der aus der Ehe zwischen Antiochos VII. und Kleopatra Thea hervorgegangen war, aus dem Exil zurück und setzte sich mit ptolemaiischer Unterstützung im südlichen Syrien durch. Fast zwanzig Jahre lang kämpften beide um die Herrschaft des Landes, wobei sie wechselseitig durch verschiedene ptolemaiische Fraktionen unterstützt wurden. Während dieser Zeit gewannen die syrischen Städte an Einfluss, während sich die Römer und Makkabäer in Kilikien beziehungsweise Koilesyrien festsetzten. 96 wurde Antiochos VIII. Grypos ermordet, doch besiegte und tötete sein ältester Sohn Seleukos VI. Epiphanes (96–95) seinen Onkel Antiochos IX. Kyzikenos in der Schlacht. Dessen Sohn Antiochos X. Eusebes (95–83) schlug wiederum seinen Cousin und kämpfte anschließend gegen dessen Brüder Antiochos XI. Epiphanes (95–92), Demetrios III. Eukairos (95–87), Philipp I. Philadelphos (92–83) und Antiochos XII. Dionysos (87–84), die sich auch untereinander bekriegten.
Im Jahr 83 v. Chr. nutzte der armenische König Tigranes der Große (83–69) das dynastische Chaos unter den Seleukiden aus und besetzte das, was zu dem Zeitpunkt von deren einstigen Großreich übriggeblieben war, Syrien, was dem Land wieder politische Stabilität verlieh. Als Verbündeter und Schwiegersohn von Mithridates VI. von Pontos geriet Tigranes jedoch mit Rom in Konflikt und wurde 69 vom römischen Feldherrn Lucullus geschlagen. Daraufhin wurde von Gnaden Roms mit Antiochos XIII. Asiatikos (69–64), dem Sohn Antiochos’ X., die seleukidische Herrschaft in Syrien restauriert. Nach einem gescheiterten Feldzug gegen die Araber wurde jedoch Philipp II. Philorhomaios (65–63), der Sohn Philipps I., zum Gegenkönig erhoben. Schließlich, als die Nachkommen des Generals Seleukos begannen erneut in alte Verhaltensmuster zurückzufallen, entschied der römische Feldherr Pompeius im Jahr 63 v. Chr. der seleukidischen Herrschaft, als Herrschaft des Chaos, ein Ende zu setzen und richtete die römische Provinz Syria ein.

## Politik

### Reichsaufbau
An der Spitze des Seleukidenreiches stand der König. Dieser wurde von seinem Rat unterstützt, der sich aus hohen Militärs und Zivilbeamten, seinen Freunden („philoi“), zusammensetzte. Auf der regionalen Herrschaftsebene wurden Satrapen eingesetzt, die für Steuereintreibung und Rekrutierung zuständig waren. Diese waren entweder bedeutende regionale Adlige oder Freunde des Königs. Über die Ämtervergabe entschied die Gunst des Königs und die Machtbalance im Rat der Freunde. Gegenüber der achaimenidischen Zeit hatte sich die Anzahl der ehemals etwa zwanzig Satrapien vermutlich verdoppelt oder verdreifacht, wodurch die Seleukiden Separatismus zu erschweren versuchten. Da die Peripherie aber eine starke Führung benötigte, wurden zusätzlich Generalstatthalter oder Vizekönige eingesetzt, von denen es meistens zwei gab. Diese saßen in Seleukeia am Tigris und Sardes, von wo aus der Osten des Reiches beziehungsweise Kleinasien regiert wurde. Aufgrund ihrer Machtfülle stellten die Vizekönige eine Bedrohung für den König dar, weshalb nur Verwandte oder besonders verdiente Freunde auf dieser Position platziert wurden.
Die einzelnen Territorien des Seleukidenreiches standen in unterschiedlichem Abhängigkeitsverhältnis zur Reichszentrale. Erstens existierte der eigentliche seleukidische Staat, der sich aus den direkt durch die königliche Bürokratie oder den Satrapen verwalteten Gebieten zusammensetzte. Zweitens bestanden innerhalb der Satrapien weitere Territorien, die innere Autonomie genossen. Dazu zählten die griechisch-makedonischen Städte, verschiedene Tempelstaaten sowie regionale Fürsten. Vor allem die Städte in Kleinasien legten großen Wert auf ihre formale Selbstständigkeit, in abgeschwächter Form gilt dies auch für Orte in Syrien und den östlichen Reichsgebieten. Die Tempelstaaten in Kleinasien oder in Iran wurden durch die Seleukiden zwar in ihrer Größe begrenzt, behielten jedoch ihre Autonomie. Einige Fürsten der regionalen Nationalitäten in Iran oder Palästina übten Hoheitsrechte aus, wurden aber außenpolitisch von den Seleukiden kontrolliert. Neben direkt verwalteten sowie den autonomen Gebieten existierten als dritte Kategorie Nachbarstaaten des Seleukidenreiches, welche diesem formal unterstellt waren: Die Könige von Armenien, Atropatene, Parthien und Baktrien anerkannten zeitweilig die seleukidische Oberherrschaft, ohne ihre Titel aufgeben zu müssen.

### Königtum
Die Seleukidenkönige zogen ihre Legitimation einerseits aus der Abstammung vom Dynastiegründer Seleukos I. und andererseits aus dem makedonischen Heerkönigtum. Der zweite Seleukide, Antiochos I., ließ bei seinem Herrschaftsantritt die Zeitrechnung seines Vaters (ab 312 v. Chr.) fortführen, um dynastische Kontinuität zu erzeugen. Zusätzlich führte jener vermehrt den Kult des Apollon im Reich ein, der als ideeller Stammvater der Seleukiden galt. Ein zusätzlicher Herrscherkult sollte die Dynastie im gesamten Reich unantastbar machen. Darüber hinaus trugen fast alle Könige die beiden dynastischen Namen Antiochos und Seleukos, was ebenfalls Kontinuität erweckte. So hatte Antiochos IV. ursprünglich als dritter Sohn den iranischen Namen Mithridates erhalten, nahm jedoch den neuen Namen bei seiner Thronbesteigung an. Angesichts der Etablierung der Dynastie gaben sich die meisten Usurpatoren wie Alexander I. Balas daher als illegitime Nachkommen verstorbener Seleukiden aus, um ihre Herrschaft zu legitimieren.
Die zweite Basis der Monarchie war das makedonische Heerkönigtum. Vom Herrscher wurde erwartet, dass er im Krieg siegreich war und die Zustimmung der Heeresversammlung genoss. Die meisten Seleukiden stellten sich daher in die Tradition Alexanders des Großen und nahmen aktiv am Kampfgeschehen teil. Die beiden Prinzipien der dynastischen Legitimation und der Akklamation durch das Heer konnten sich auch widersprechen: 220 riefen die Soldaten in Kleinasien ihren erfolgreichen Feldherrn Achaios zum König aus, weigerten sich aber im Anschluss gegen ihren bisherigen Herrscher Antiochos III. zu ziehen.

### Innenpolitik
Das Verhältnis zwischen dem seleukidischen König und den Bewohnern seines Reiches fußte auf keiner Verfassung, sondern wurde im Einzelfall ausgehandelt. Die autonomen Gebiete mussten im Regelfall Tribute entrichten und die Einrichtung von Garnisonen hinnehmen, doch hing dies von der jeweiligen politischen Situation ab. Im Frieden verschärften die Seleukidenkönige teilweise die Bedingungen, während sie sich in Krisenzeiten auch mit einer rein formalen Oberhoheit zufriedengaben. Vor allem die östlichen Regionalfürsten, die jüdische Orthodoxie und einige der kleinasiatischen Städte waren für die syrische Zentrale nur schwer zu kontrollieren. Nach seleukidischen Thronwechseln drängten diese oft aus dem Reichsverband hinaus, so dass der neue König seinen Anspruch wieder militärisch durchsetzen musste. Diese mangelnde Kontinuität in der Peripherie war ein Schwachpunkt des Seleukidenreiches: Sobald ein mittelmäßiger Herrscher den syrischen Thron bestieg, bewirkten diese zentrifugalen Kräfte den Verlust großer Territorien.
Die Seleukidenkönige sahen sich als rechtmäßige Herrscher der Welt an. Sie strebten daher keine endgültigen Verträge und Grenzen an, sondern richteten ihre Politik an den gegebenen Möglichkeiten aus. In religiösen Zentren wie Babylon bekleideten die Seleukidenkönige sakrale Positionen, um diese Gebiete an das Reich zu binden. Gegenüber den kleinasiatischen Städten bemühten sie sich in erster Linie als Wohltäter und Beschützer aufzutreten, um den Schein der politischen Gleichberechtigung zu wahren. In den iranischen Satrapien nahmen die Seleukiden die Position der achaimenidischen Großkönige ein. Diese Rolle ermöglichte ihnen auch die Tolerierung der Existenz von Regionalkönigen innerhalb des Reiches, welche dem seleukidischen Überherrscher somit formal unterstellt waren.

### Dynastie
Der älteste Sohn des Königs wurde für gewöhnlich irgendwann zum Mitkönig seines Vaters bestimmt, um bei einem späteren Thronwechsel kein Machtvakuum zu hinterlassen. Alle Söhne wurden möglichst früh als den Satrapen übergeordnete Generalstatthalter bzw. Vizekönige installiert. Auf diese Weise sollte die Kontrolle der Dynastie über die Peripherie des Reiches gewahrt werden. Zudem erhielten die Prinzen auf diese Weise das Kommando über sekundäre militärische Unternehmungen. Selbst wenn sie noch zu unerfahren waren, fiel ihnen zumindest der nominelle Oberbefehl zu, so dass sie schrittweise in die Rolle des späteren Heerkönigs hineinwachsen konnten.
Die Heiratspolitik der Seleukiden war wichtig für ihre Beziehungen zum eigenen Volk und den Nachbarmächten. Schon Seleukos I. hatte die iranische Prinzessin Apame geheiratet, was ihm und seinen Nachkommen die Unterstützung der dortigen Bevölkerung einbrachte. Auch Antiochos III. heiratete mit Laodike eine Angehörige der iranischstämmigen Dynastie von Pontos. Ansonsten wurden vorzugsweise Ehen eingegangen, um Allianzen mit den Nachbarn zu schließen oder Friedensabkommen zu besiegeln. Die Seleukiden heirateten mehrmals in den kleinasiatischen Fürstentümern ein. Die Ehen mit den Ptolemaiern waren riskant, weil dadurch häufig für beide Seiten gefährliche Rechtsansprüche entstehen konnten. Des Weiteren waren für die Nachkommen Antiochos’ III. auch mehrere Geschwisterehen belegt: Seine Tochter Laodike heiratete nacheinander ihre drei Brüder, darunter die späteren Könige Seleukos IV. und Antiochos IV. Im Gegensatz zu den Ptolemaiern war die Geschwisterehe bei den Seleukiden aber die Ausnahme.
Das zentrale Problem der seleukidischen Dynastie waren die internen Kämpfe: Auch die jüngeren Prinzen wurden als Vizekönige eingesetzt, um sie in die Führung des Reiches zu integrieren und ihre Energie für die Dynastie zu nutzen. Sehr häufig entwickelten sie sich aber nach dem Tod des Vaters zu einer Bedrohung für ihre älteren Brüder. Fast in jeder Generation, in der mehr als ein Prinz das Erwachsenenalter erreichte, kam es zu Thronstreitigkeiten. Auf diese Weise gingen mehrmals Satrapien des Reiches auf Jahre hinaus verloren. Vor allem in den letzten drei Generationen nahm der Kampf innerhalb der Dynastie derartig zu, dass die verbliebenen Kräfte des Reiches aufgezehrt wurden. In diesem Punkt unterschieden sich die Seleukiden deutlich von den Attaliden, welche von ihrer familiären Geschlossenheit profitierten.

### Stammbaum
|                                  |                                  |                                  |                                  |                                    |                                    |                                    |                                    |                                    |                                    |                                 |                                 |                                    |                                    |                                    |                                    |                                     |                                     |                                     |                                     |                                     |                                     | Antiochos                          | Antiochos                          | Antiochos                         | Antiochos                         | Antiochos                            | Antiochos                            |                                      |                                      | Laodike                              | Laodike                              | Laodike                             | Laodike                             | Laodike                             | Laodike                             |                                     |                                     |                              |                              |                                     |                                     |                                     |                                     |                                     |                                     |  |  |  |  |  |  |  |  |  |  |  |  |  |  |  |  |  |  |  |  |  |  |  |  |  |  |  |  |  |  |  |  |  |  |  |  |
|                                  |                                  |                                  |                                  |                                    |                                    |                                    |                                    |                                    |                                    |                                 |                                 |                                    |                                    |                                    |                                    |                                     |                                     |                                     |                                     |                                     |                                     | Antiochos                          | Antiochos                          | Antiochos                         | Antiochos                         | Antiochos                            | Antiochos                            |                                      |                                      | Laodike                              | Laodike                              | Laodike                             | Laodike                             | Laodike                             | Laodike                             |                                     |                                     |                              |                              |                                     |                                     |                                     |                                     |                                     |                                     |  |  |  |  |  |  |  |  |  |  |  |  |  |  |  |  |  |  |  |  |  |  |  |  |  |  |  |  |  |  |  |  |  |  |  |  |
|                                  |                                  |                                  |                                  |                                    |                                    |                                    |                                    |                                    |                                    |                                 |                                 |                                    |                                    |                                    |                                    |                                     |                                     |                                     |                                     |                                     |                                     |                                    |                                    |                                   |                                   |                                      |                                      |                                      |                                      |                                      |                                      |                                     |                                     |                                     |                                     |                                     |                                     |                              |                              |                                     |                                     |                                     |                                     |                                     |                                     |  |  |  |  |  |  |  |  |  |  |  |  |  |  |  |  |  |  |  |  |  |  |  |  |  |  |  |  |  |  |  |  |  |  |  |  |
|                                  |                                  |                                  |                                  |                                    |                                    |                                    |                                    |                                    |                                    |                                 |                                 |                                    |                                    |                                    |                                    |                                     |                                     |                                     |                                     |                                     |                                     |                                    |                                    |                                   |                                   | Seleukos I. Nikator Kg. 305–281      | Seleukos I. Nikator Kg. 305–281      | Seleukos I. Nikator Kg. 305–281      | Seleukos I. Nikator Kg. 305–281      | Seleukos I. Nikator Kg. 305–281      | Seleukos I. Nikator Kg. 305–281      |                                     |                                     | Apame                               | Apame                               | Apame                               | Apame                               | Apame                        | Apame                        |                                     |                                     |                                     |                                     |                                     |                                     |  |  |  |  |  |  |  |  |  |  |  |  |  |  |  |  |  |  |  |  |  |  |  |  |  |  |  |  |  |  |  |  |  |  |  |  |
|                                  |                                  |                                  |                                  |                                    |                                    |                                    |                                    |                                    |                                    |                                 |                                 |                                    |                                    |                                    |                                    |                                     |                                     |                                     |                                     |                                     |                                     |                                    |                                    |                                   |                                   | Seleukos I. Nikator Kg. 305–281      | Seleukos I. Nikator Kg. 305–281      | Seleukos I. Nikator Kg. 305–281      | Seleukos I. Nikator Kg. 305–281      | Seleukos I. Nikator Kg. 305–281      | Seleukos I. Nikator Kg. 305–281      |                                     |                                     | Apame                               | Apame                               | Apame                               | Apame                               | Apame                        | Apame                        |                                     |                                     |                                     |                                     |                                     |                                     |  |  |  |  |  |  |  |  |  |  |  |  |  |  |  |  |  |  |  |  |  |  |  |  |  |  |  |  |  |  |  |  |  |  |  |  |
|                                  |                                  |                                  |                                  |                                    |                                    |                                    |                                    |                                    |                                    |                                 |                                 |                                    |                                    |                                    |                                    |                                     |                                     |                                     |                                     |                                     |                                     |                                    |                                    |                                   |                                   |                                      |                                      |                                      |                                      |                                      |                                      |                                     |                                     |                                     |                                     |                                     |                                     |                              |                              |                                     |                                     |                                     |                                     |                                     |                                     |  |  |  |  |  |  |  |  |  |  |  |  |  |  |  |  |  |  |  |  |  |  |  |  |  |  |  |  |  |  |  |  |  |  |  |  |
|                                  |                                  |                                  |                                  |                                    |                                    |                                    |                                    |                                    |                                    |                                 |                                 | Achaios der Ältere                 | Achaios der Ältere                 | Achaios der Ältere                 | Achaios der Ältere                 | Achaios der Ältere                  | Achaios der Ältere                  |                                     |                                     |                                     |                                     | Stratonike                         | Stratonike                         | Stratonike                        | Stratonike                        | Stratonike                           | Stratonike                           |                                      |                                      | Antiochos I. Soter Kg. 281–261       | Antiochos I. Soter Kg. 281–261       | Antiochos I. Soter Kg. 281–261      | Antiochos I. Soter Kg. 281–261      | Antiochos I. Soter Kg. 281–261      | Antiochos I. Soter Kg. 281–261      |                                     |                                     |                              |                              |                                     |                                     |                                     |                                     |                                     |                                     |  |  |  |  |  |  |  |  |  |  |  |  |  |  |  |  |  |  |  |  |  |  |  |  |  |  |  |  |  |  |  |  |  |  |  |  |
|                                  |                                  |                                  |                                  |                                    |                                    |                                    |                                    |                                    |                                    |                                 |                                 | Achaios der Ältere                 | Achaios der Ältere                 | Achaios der Ältere                 | Achaios der Ältere                 | Achaios der Ältere                  | Achaios der Ältere                  |                                     |                                     |                                     |                                     | Stratonike                         | Stratonike                         | Stratonike                        | Stratonike                        | Stratonike                           | Stratonike                           |                                      |                                      | Antiochos I. Soter Kg. 281–261       | Antiochos I. Soter Kg. 281–261       | Antiochos I. Soter Kg. 281–261      | Antiochos I. Soter Kg. 281–261      | Antiochos I. Soter Kg. 281–261      | Antiochos I. Soter Kg. 281–261      |                                     |                                     |                              |                              |                                     |                                     |                                     |                                     |                                     |                                     |  |  |  |  |  |  |  |  |  |  |  |  |  |  |  |  |  |  |  |  |  |  |  |  |  |  |  |  |  |  |  |  |  |  |  |  |
|                                  |                                  |                                  |                                  |                                    |                                    |                                    |                                    |                                    |                                    |                                 |                                 |                                    |                                    |                                    |                                    |                                     |                                     |                                     |                                     |                                     |                                     |                                    |                                    |                                   |                                   |                                      |                                      |                                      |                                      |                                      |                                      |                                     |                                     |                                     |                                     |                                     |                                     |                              |                              |                                     |                                     |                                     |                                     |                                     |                                     |  |  |  |  |  |  |  |  |  |  |  |  |  |  |  |  |  |  |  |  |  |  |  |  |  |  |  |  |  |  |  |  |  |  |  |  |
|                                  |                                  |                                  |                                  |                                    |                                    |                                    |                                    |                                    |                                    |                                 |                                 | Andromachos                        | Andromachos                        | Andromachos                        | Andromachos                        | Andromachos                         | Andromachos                         |                                     |                                     |                                     |                                     |                                    |                                    |                                   |                                   | Antiochos II. Theos Kg. 261–246      | Antiochos II. Theos Kg. 261–246      | Antiochos II. Theos Kg. 261–246      | Antiochos II. Theos Kg. 261–246      | Antiochos II. Theos Kg. 261–246      | Antiochos II. Theos Kg. 261–246      |                                     |                                     | Laodike                             | Laodike                             | Laodike                             | Laodike                             | Laodike                      | Laodike                      |                                     |                                     |                                     |                                     |                                     |                                     |  |  |  |  |  |  |  |  |  |  |  |  |  |  |  |  |  |  |  |  |  |  |  |  |  |  |  |  |  |  |  |  |  |  |  |  |
|                                  |                                  |                                  |                                  |                                    |                                    |                                    |                                    |                                    |                                    |                                 |                                 | Andromachos                        | Andromachos                        | Andromachos                        | Andromachos                        | Andromachos                         | Andromachos                         |                                     |                                     |                                     |                                     |                                    |                                    |                                   |                                   | Antiochos II. Theos Kg. 261–246      | Antiochos II. Theos Kg. 261–246      | Antiochos II. Theos Kg. 261–246      | Antiochos II. Theos Kg. 261–246      | Antiochos II. Theos Kg. 261–246      | Antiochos II. Theos Kg. 261–246      |                                     |                                     | Laodike                             | Laodike                             | Laodike                             | Laodike                             | Laodike                      | Laodike                      |                                     |                                     |                                     |                                     |                                     |                                     |  |  |  |  |  |  |  |  |  |  |  |  |  |  |  |  |  |  |  |  |  |  |  |  |  |  |  |  |  |  |  |  |  |  |  |  |
|                                  |                                  |                                  |                                  |                                    |                                    |                                    |                                    |                                    |                                    |                                 |                                 |                                    |                                    |                                    |                                    |                                     |                                     |                                     |                                     |                                     |                                     |                                    |                                    |                                   |                                   |                                      |                                      |                                      |                                      |                                      |                                      |                                     |                                     |                                     |                                     |                                     |                                     |                              |                              |                                     |                                     |                                     |                                     |                                     |                                     |  |  |  |  |  |  |  |  |  |  |  |  |  |  |  |  |  |  |  |  |  |  |  |  |  |  |  |  |  |  |  |  |  |  |  |  |
|                                  |                                  |                                  |                                  |                                    |                                    |                                    |                                    |                                    |                                    |                                 |                                 |                                    |                                    |                                    |                                    |                                     |                                     |                                     |                                     |                                     |                                     |                                    |                                    |                                   |                                   |                                      |                                      |                                      |                                      |                                      |                                      |                                     |                                     |                                     |                                     |                                     |                                     |                              |                              |                                     |                                     |                                     |                                     |                                     |                                     |  |  |  |  |  |  |  |  |  |  |  |  |  |  |  |  |  |  |  |  |  |  |  |  |  |  |  |  |  |  |  |  |  |  |  |  |
|                                  |                                  |                                  |                                  |                                    |                                    |                                    |                                    | Achaios der Jüngere Kg. 220–213    | Achaios der Jüngere Kg. 220–213    | Achaios der Jüngere Kg. 220–213 | Achaios der Jüngere Kg. 220–213 | Achaios der Jüngere Kg. 220–213    | Achaios der Jüngere Kg. 220–213    |                                    |                                    |                                     |                                     | Laodike                             | Laodike                             | Laodike                             | Laodike                             | Laodike                            | Laodike                            |                                   |                                   | Seleukos II. Kallinikos Kg. 246–226  | Seleukos II. Kallinikos Kg. 246–226  | Seleukos II. Kallinikos Kg. 246–226  | Seleukos II. Kallinikos Kg. 246–226  | Seleukos II. Kallinikos Kg. 246–226  | Seleukos II. Kallinikos Kg. 246–226  |                                     |                                     | Antiochos Hierax Kg. 240–228        | Antiochos Hierax Kg. 240–228        | Antiochos Hierax Kg. 240–228        | Antiochos Hierax Kg. 240–228        | Antiochos Hierax Kg. 240–228 | Antiochos Hierax Kg. 240–228 |                                     |                                     |                                     |                                     |                                     |                                     |  |  |  |  |  |  |  |  |  |  |  |  |  |  |  |  |  |  |  |  |  |  |  |  |  |  |  |  |  |  |  |  |  |  |  |  |
|                                  |                                  |                                  |                                  |                                    |                                    |                                    |                                    | Achaios der Jüngere Kg. 220–213    | Achaios der Jüngere Kg. 220–213    | Achaios der Jüngere Kg. 220–213 | Achaios der Jüngere Kg. 220–213 | Achaios der Jüngere Kg. 220–213    | Achaios der Jüngere Kg. 220–213    |                                    |                                    |                                     |                                     | Laodike                             | Laodike                             | Laodike                             | Laodike                             | Laodike                            | Laodike                            |                                   |                                   | Seleukos II. Kallinikos Kg. 246–226  | Seleukos II. Kallinikos Kg. 246–226  | Seleukos II. Kallinikos Kg. 246–226  | Seleukos II. Kallinikos Kg. 246–226  | Seleukos II. Kallinikos Kg. 246–226  | Seleukos II. Kallinikos Kg. 246–226  |                                     |                                     | Antiochos Hierax Kg. 240–228        | Antiochos Hierax Kg. 240–228        | Antiochos Hierax Kg. 240–228        | Antiochos Hierax Kg. 240–228        | Antiochos Hierax Kg. 240–228 | Antiochos Hierax Kg. 240–228 |                                     |                                     |                                     |                                     |                                     |                                     |  |  |  |  |  |  |  |  |  |  |  |  |  |  |  |  |  |  |  |  |  |  |  |  |  |  |  |  |  |  |  |  |  |  |  |  |
|                                  |                                  |                                  |                                  |                                    |                                    |                                    |                                    |                                    |                                    |                                 |                                 |                                    |                                    |                                    |                                    |                                     |                                     |                                     |                                     |                                     |                                     |                                    |                                    |                                   |                                   |                                      |                                      |                                      |                                      |                                      |                                      |                                     |                                     |                                     |                                     |                                     |                                     |                              |                              |                                     |                                     |                                     |                                     |                                     |                                     |  |  |  |  |  |  |  |  |  |  |  |  |  |  |  |  |  |  |  |  |  |  |  |  |  |  |  |  |  |  |  |  |  |  |  |  |
|                                  |                                  |                                  |                                  |                                    |                                    |                                    |                                    |                                    |                                    |                                 |                                 |                                    |                                    |                                    |                                    |                                     |                                     |                                     |                                     |                                     |                                     |                                    |                                    |                                   |                                   |                                      |                                      |                                      |                                      |                                      |                                      |                                     |                                     |                                     |                                     |                                     |                                     |                              |                              |                                     |                                     |                                     |                                     |                                     |                                     |  |  |  |  |  |  |  |  |  |  |  |  |  |  |  |  |  |  |  |  |  |  |  |  |  |  |  |  |  |  |  |  |  |  |  |  |
|                                  |                                  |                                  |                                  |                                    |                                    |                                    |                                    |                                    |                                    |                                 |                                 |                                    |                                    |                                    |                                    |                                     |                                     | Seleukos III. Keraunos Kg. 226–223  | Seleukos III. Keraunos Kg. 226–223  | Seleukos III. Keraunos Kg. 226–223  | Seleukos III. Keraunos Kg. 226–223  | Seleukos III. Keraunos Kg. 226–223 | Seleukos III. Keraunos Kg. 226–223 |                                   |                                   | Antiochos III. der Große Kg. 223–187 | Antiochos III. der Große Kg. 223–187 | Antiochos III. der Große Kg. 223–187 | Antiochos III. der Große Kg. 223–187 | Antiochos III. der Große Kg. 223–187 | Antiochos III. der Große Kg. 223–187 |                                     |                                     | Laodike                             | Laodike                             | Laodike                             | Laodike                             | Laodike                      | Laodike                      |                                     |                                     |                                     |                                     |                                     |                                     |  |  |  |  |  |  |  |  |  |  |  |  |  |  |  |  |  |  |  |  |  |  |  |  |  |  |  |  |  |  |  |  |  |  |  |  |
|                                  |                                  |                                  |                                  |                                    |                                    |                                    |                                    |                                    |                                    |                                 |                                 |                                    |                                    |                                    |                                    |                                     |                                     | Seleukos III. Keraunos Kg. 226–223  | Seleukos III. Keraunos Kg. 226–223  | Seleukos III. Keraunos Kg. 226–223  | Seleukos III. Keraunos Kg. 226–223  | Seleukos III. Keraunos Kg. 226–223 | Seleukos III. Keraunos Kg. 226–223 |                                   |                                   | Antiochos III. der Große Kg. 223–187 | Antiochos III. der Große Kg. 223–187 | Antiochos III. der Große Kg. 223–187 | Antiochos III. der Große Kg. 223–187 | Antiochos III. der Große Kg. 223–187 | Antiochos III. der Große Kg. 223–187 |                                     |                                     | Laodike                             | Laodike                             | Laodike                             | Laodike                             | Laodike                      | Laodike                      |                                     |                                     |                                     |                                     |                                     |                                     |  |  |  |  |  |  |  |  |  |  |  |  |  |  |  |  |  |  |  |  |  |  |  |  |  |  |  |  |  |  |  |  |  |  |  |  |
|                                  |                                  |                                  |                                  |                                    |                                    |                                    |                                    |                                    |                                    |                                 |                                 |                                    |                                    |                                    |                                    |                                     |                                     |                                     |                                     |                                     |                                     |                                    |                                    |                                   |                                   |                                      |                                      |                                      |                                      |                                      |                                      |                                     |                                     |                                     |                                     |                                     |                                     |                              |                              |                                     |                                     |                                     |                                     |                                     |                                     |  |  |  |  |  |  |  |  |  |  |  |  |  |  |  |  |  |  |  |  |  |  |  |  |  |  |  |  |  |  |  |  |  |  |  |  |
|                                  |                                  |                                  |                                  |                                    |                                    |                                    |                                    |                                    |                                    |                                 |                                 |                                    |                                    |                                    |                                    |                                     |                                     |                                     |                                     |                                     |                                     |                                    |                                    |                                   |                                   |                                      |                                      |                                      |                                      |                                      |                                      |                                     |                                     |                                     |                                     |                                     |                                     |                              |                              |                                     |                                     |                                     |                                     |                                     |                                     |  |  |  |  |  |  |  |  |  |  |  |  |  |  |  |  |  |  |  |  |  |  |  |  |  |  |  |  |  |  |  |  |  |  |  |  |
|                                  |                                  |                                  |                                  |                                    |                                    |                                    |                                    |                                    |                                    |                                 |                                 |                                    |                                    |                                    |                                    | Seleukos IV. Philopator Kg. 187–175 | Seleukos IV. Philopator Kg. 187–175 | Seleukos IV. Philopator Kg. 187–175 | Seleukos IV. Philopator Kg. 187–175 | Seleukos IV. Philopator Kg. 187–175 | Seleukos IV. Philopator Kg. 187–175 |                                    |                                    | Laodike                           | Laodike                           | Laodike                              | Laodike                              | Laodike                              | Laodike                              |                                      |                                      | Antiochos IV. Epiphanes Kg. 175–164 | Antiochos IV. Epiphanes Kg. 175–164 | Antiochos IV. Epiphanes Kg. 175–164 | Antiochos IV. Epiphanes Kg. 175–164 | Antiochos IV. Epiphanes Kg. 175–164 | Antiochos IV. Epiphanes Kg. 175–164 |                              |                              |                                     |                                     |                                     |                                     |                                     |                                     |  |  |  |  |  |  |  |  |  |  |  |  |  |  |  |  |  |  |  |  |  |  |  |  |  |  |  |  |  |  |  |  |  |  |  |  |
|                                  |                                  |                                  |                                  |                                    |                                    |                                    |                                    |                                    |                                    |                                 |                                 |                                    |                                    |                                    |                                    | Seleukos IV. Philopator Kg. 187–175 | Seleukos IV. Philopator Kg. 187–175 | Seleukos IV. Philopator Kg. 187–175 | Seleukos IV. Philopator Kg. 187–175 | Seleukos IV. Philopator Kg. 187–175 | Seleukos IV. Philopator Kg. 187–175 |                                    |                                    | Laodike                           | Laodike                           | Laodike                              | Laodike                              | Laodike                              | Laodike                              |                                      |                                      | Antiochos IV. Epiphanes Kg. 175–164 | Antiochos IV. Epiphanes Kg. 175–164 | Antiochos IV. Epiphanes Kg. 175–164 | Antiochos IV. Epiphanes Kg. 175–164 | Antiochos IV. Epiphanes Kg. 175–164 | Antiochos IV. Epiphanes Kg. 175–164 |                              |                              |                                     |                                     |                                     |                                     |                                     |                                     |  |  |  |  |  |  |  |  |  |  |  |  |  |  |  |  |  |  |  |  |  |  |  |  |  |  |  |  |  |  |  |  |  |  |  |  |
|                                  |                                  |                                  |                                  |                                    |                                    |                                    |                                    |                                    |                                    |                                 |                                 |                                    |                                    |                                    |                                    |                                     |                                     |                                     |                                     |                                     |                                     |                                    |                                    |                                   |                                   |                                      |                                      |                                      |                                      |                                      |                                      |                                     |                                     |                                     |                                     |                                     |                                     |                              |                              |                                     |                                     |                                     |                                     |                                     |                                     |  |  |  |  |  |  |  |  |  |  |  |  |  |  |  |  |  |  |  |  |  |  |  |  |  |  |  |  |  |  |  |  |  |  |  |  |
|                                  |                                  |                                  |                                  |                                    |                                    |                                    |                                    |                                    |                                    |                                 |                                 | Apame                              | Apame                              | Apame                              | Apame                              | Apame                               | Apame                               |                                     |                                     | Demetrios I. Soter Kg. 162–150      | Demetrios I. Soter Kg. 162–150      | Demetrios I. Soter Kg. 162–150     | Demetrios I. Soter Kg. 162–150     | Demetrios I. Soter Kg. 162–150    | Demetrios I. Soter Kg. 162–150    |                                      |                                      | Antiochos V. Eupator Kg. 164–162     | Antiochos V. Eupator Kg. 164–162     | Antiochos V. Eupator Kg. 164–162     | Antiochos V. Eupator Kg. 164–162     | Antiochos V. Eupator Kg. 164–162    | Antiochos V. Eupator Kg. 164–162    |                                     |                                     |                                     |                                     |                              |                              |                                     |                                     |                                     |                                     |                                     |                                     |  |  |  |  |  |  |  |  |  |  |  |  |  |  |  |  |  |  |  |  |  |  |  |  |  |  |  |  |  |  |  |  |  |  |  |  |
|                                  |                                  |                                  |                                  |                                    |                                    |                                    |                                    |                                    |                                    |                                 |                                 | Apame                              | Apame                              | Apame                              | Apame                              | Apame                               | Apame                               |                                     |                                     | Demetrios I. Soter Kg. 162–150      | Demetrios I. Soter Kg. 162–150      | Demetrios I. Soter Kg. 162–150     | Demetrios I. Soter Kg. 162–150     | Demetrios I. Soter Kg. 162–150    | Demetrios I. Soter Kg. 162–150    |                                      |                                      | Antiochos V. Eupator Kg. 164–162     | Antiochos V. Eupator Kg. 164–162     | Antiochos V. Eupator Kg. 164–162     | Antiochos V. Eupator Kg. 164–162     | Antiochos V. Eupator Kg. 164–162    | Antiochos V. Eupator Kg. 164–162    |                                     |                                     |                                     |                                     |                              |                              |                                     |                                     |                                     |                                     |                                     |                                     |  |  |  |  |  |  |  |  |  |  |  |  |  |  |  |  |  |  |  |  |  |  |  |  |  |  |  |  |  |  |  |  |  |  |  |  |
|                                  |                                  |                                  |                                  |                                    |                                    |                                    |                                    |                                    |                                    |                                 |                                 |                                    |                                    |                                    |                                    |                                     |                                     |                                     |                                     |                                     |                                     |                                    |                                    |                                   |                                   |                                      |                                      |                                      |                                      |                                      |                                      |                                     |                                     |                                     |                                     |                                     |                                     |                              |                              |                                     |                                     |                                     |                                     |                                     |                                     |  |  |  |  |  |  |  |  |  |  |  |  |  |  |  |  |  |  |  |  |  |  |  |  |  |  |  |  |  |  |  |  |  |  |  |  |
|                                  |                                  |                                  |                                  |                                    |                                    |                                    |                                    |                                    |                                    |                                 |                                 |                                    |                                    |                                    |                                    |                                     |                                     |                                     |                                     |                                     |                                     |                                    |                                    |                                   |                                   |                                      |                                      |                                      |                                      |                                      |                                      |                                     |                                     |                                     |                                     |                                     |                                     |                              |                              |                                     |                                     |                                     |                                     |                                     |                                     |  |  |  |  |  |  |  |  |  |  |  |  |  |  |  |  |  |  |  |  |  |  |  |  |  |  |  |  |  |  |  |  |  |  |  |  |
| Alexander I. Balas Kg. 150–146   | Alexander I. Balas Kg. 150–146   | Alexander I. Balas Kg. 150–146   | Alexander I. Balas Kg. 150–146   | Alexander I. Balas Kg. 150–146     | Alexander I. Balas Kg. 150–146     |                                    |                                    | Kleopatra Thea                     | Kleopatra Thea                     | Kleopatra Thea                  | Kleopatra Thea                  | Kleopatra Thea                     | Kleopatra Thea                     |                                    |                                    | Demetrios II. Nikator Kg. 145–125   | Demetrios II. Nikator Kg. 145–125   | Demetrios II. Nikator Kg. 145–125   | Demetrios II. Nikator Kg. 145–125   | Demetrios II. Nikator Kg. 145–125   | Demetrios II. Nikator Kg. 145–125   |                                    |                                    |                                   |                                   |                                      |                                      |                                      |                                      |                                      |                                      |                                     |                                     |                                     |                                     |                                     |                                     |                              |                              | Antiochos VII. Sidetes Kg. 138–129  | Antiochos VII. Sidetes Kg. 138–129  | Antiochos VII. Sidetes Kg. 138–129  | Antiochos VII. Sidetes Kg. 138–129  | Antiochos VII. Sidetes Kg. 138–129  | Antiochos VII. Sidetes Kg. 138–129  |  |  |  |  |  |  |  |  |  |  |  |  |  |  |  |  |  |  |  |  |  |  |  |  |  |  |  |  |  |  |  |  |  |  |  |  |
| Alexander I. Balas Kg. 150–146   | Alexander I. Balas Kg. 150–146   | Alexander I. Balas Kg. 150–146   | Alexander I. Balas Kg. 150–146   | Alexander I. Balas Kg. 150–146     | Alexander I. Balas Kg. 150–146     |                                    |                                    | Kleopatra Thea                     | Kleopatra Thea                     | Kleopatra Thea                  | Kleopatra Thea                  | Kleopatra Thea                     | Kleopatra Thea                     |                                    |                                    | Demetrios II. Nikator Kg. 145–125   | Demetrios II. Nikator Kg. 145–125   | Demetrios II. Nikator Kg. 145–125   | Demetrios II. Nikator Kg. 145–125   | Demetrios II. Nikator Kg. 145–125   | Demetrios II. Nikator Kg. 145–125   |                                    |                                    |                                   |                                   |                                      |                                      |                                      |                                      |                                      |                                      |                                     |                                     |                                     |                                     |                                     |                                     |                              |                              | Antiochos VII. Sidetes Kg. 138–129  | Antiochos VII. Sidetes Kg. 138–129  | Antiochos VII. Sidetes Kg. 138–129  | Antiochos VII. Sidetes Kg. 138–129  | Antiochos VII. Sidetes Kg. 138–129  | Antiochos VII. Sidetes Kg. 138–129  |  |  |  |  |  |  |  |  |  |  |  |  |  |  |  |  |  |  |  |  |  |  |  |  |  |  |  |  |  |  |  |  |  |  |  |  |
|                                  |                                  |                                  |                                  |                                    |                                    |                                    |                                    |                                    |                                    |                                 |                                 |                                    |                                    |                                    |                                    |                                     |                                     |                                     |                                     |                                     |                                     |                                    |                                    |                                   |                                   |                                      |                                      |                                      |                                      |                                      |                                      |                                     |                                     |                                     |                                     |                                     |                                     |                              |                              |                                     |                                     |                                     |                                     |                                     |                                     |  |  |  |  |  |  |  |  |  |  |  |  |  |  |  |  |  |  |  |  |  |  |  |  |  |  |  |  |  |  |  |  |  |  |  |  |
|                                  |                                  |                                  |                                  |                                    |                                    |                                    |                                    |                                    |                                    |                                 |                                 |                                    |                                    |                                    |                                    |                                     |                                     |                                     |                                     |                                     |                                     |                                    |                                    |                                   |                                   |                                      |                                      |                                      |                                      |                                      |                                      |                                     |                                     |                                     |                                     |                                     |                                     |                              |                              |                                     |                                     |                                     |                                     |                                     |                                     |  |  |  |  |  |  |  |  |  |  |  |  |  |  |  |  |  |  |  |  |  |  |  |  |  |  |  |  |  |  |  |  |  |  |  |  |
|                                  |                                  |                                  |                                  | Antiochos VI. Dionysos Kg. 144–142 | Antiochos VI. Dionysos Kg. 144–142 | Antiochos VI. Dionysos Kg. 144–142 | Antiochos VI. Dionysos Kg. 144–142 | Antiochos VI. Dionysos Kg. 144–142 | Antiochos VI. Dionysos Kg. 144–142 |                                 |                                 | Seleukos V. Philometor Kg. 126–125 | Seleukos V. Philometor Kg. 126–125 | Seleukos V. Philometor Kg. 126–125 | Seleukos V. Philometor Kg. 126–125 | Seleukos V. Philometor Kg. 126–125  | Seleukos V. Philometor Kg. 126–125  |                                     |                                     | Antiochos VIII. Grypos Kg. 125–96   | Antiochos VIII. Grypos Kg. 125–96   | Antiochos VIII. Grypos Kg. 125–96  | Antiochos VIII. Grypos Kg. 125–96  | Antiochos VIII. Grypos Kg. 125–96 | Antiochos VIII. Grypos Kg. 125–96 |                                      |                                      | Kleopatra Tryphaina                  | Kleopatra Tryphaina                  | Kleopatra Tryphaina                  | Kleopatra Tryphaina                  | Kleopatra Tryphaina                 | Kleopatra Tryphaina                 |                                     |                                     |                                     |                                     |                              |                              | Antiochos IX. Kyzikenos Kg. 116–96  | Antiochos IX. Kyzikenos Kg. 116–96  | Antiochos IX. Kyzikenos Kg. 116–96  | Antiochos IX. Kyzikenos Kg. 116–96  | Antiochos IX. Kyzikenos Kg. 116–96  | Antiochos IX. Kyzikenos Kg. 116–96  |  |  |  |  |  |  |  |  |  |  |  |  |  |  |  |  |  |  |  |  |  |  |  |  |  |  |  |  |  |  |  |  |  |  |  |  |
|                                  |                                  |                                  |                                  | Antiochos VI. Dionysos Kg. 144–142 | Antiochos VI. Dionysos Kg. 144–142 | Antiochos VI. Dionysos Kg. 144–142 | Antiochos VI. Dionysos Kg. 144–142 | Antiochos VI. Dionysos Kg. 144–142 | Antiochos VI. Dionysos Kg. 144–142 |                                 |                                 | Seleukos V. Philometor Kg. 126–125 | Seleukos V. Philometor Kg. 126–125 | Seleukos V. Philometor Kg. 126–125 | Seleukos V. Philometor Kg. 126–125 | Seleukos V. Philometor Kg. 126–125  | Seleukos V. Philometor Kg. 126–125  |                                     |                                     | Antiochos VIII. Grypos Kg. 125–96   | Antiochos VIII. Grypos Kg. 125–96   | Antiochos VIII. Grypos Kg. 125–96  | Antiochos VIII. Grypos Kg. 125–96  | Antiochos VIII. Grypos Kg. 125–96 | Antiochos VIII. Grypos Kg. 125–96 |                                      |                                      | Kleopatra Tryphaina                  | Kleopatra Tryphaina                  | Kleopatra Tryphaina                  | Kleopatra Tryphaina                  | Kleopatra Tryphaina                 | Kleopatra Tryphaina                 |                                     |                                     |                                     |                                     |                              |                              | Antiochos IX. Kyzikenos Kg. 116–96  | Antiochos IX. Kyzikenos Kg. 116–96  | Antiochos IX. Kyzikenos Kg. 116–96  | Antiochos IX. Kyzikenos Kg. 116–96  | Antiochos IX. Kyzikenos Kg. 116–96  | Antiochos IX. Kyzikenos Kg. 116–96  |  |  |  |  |  |  |  |  |  |  |  |  |  |  |  |  |  |  |  |  |  |  |  |  |  |  |  |  |  |  |  |  |  |  |  |  |
|                                  |                                  |                                  |                                  |                                    |                                    |                                    |                                    |                                    |                                    |                                 |                                 |                                    |                                    |                                    |                                    |                                     |                                     |                                     |                                     |                                     |                                     |                                    |                                    |                                   |                                   |                                      |                                      |                                      |                                      |                                      |                                      |                                     |                                     |                                     |                                     |                                     |                                     |                              |                              |                                     |                                     |                                     |                                     |                                     |                                     |  |  |  |  |  |  |  |  |  |  |  |  |  |  |  |  |  |  |  |  |  |  |  |  |  |  |  |  |  |  |  |  |  |  |  |  |
|                                  |                                  |                                  |                                  |                                    |                                    |                                    |                                    |                                    |                                    |                                 |                                 |                                    |                                    |                                    |                                    |                                     |                                     |                                     |                                     |                                     |                                     |                                    |                                    |                                   |                                   |                                      |                                      |                                      |                                      |                                      |                                      |                                     |                                     |                                     |                                     |                                     |                                     |                              |                              |                                     |                                     |                                     |                                     |                                     |                                     |  |  |  |  |  |  |  |  |  |  |  |  |  |  |  |  |  |  |  |  |  |  |  |  |  |  |  |  |  |  |  |  |  |  |  |  |
| Seleukos VI. Epiphanes Kg. 96–95 | Seleukos VI. Epiphanes Kg. 96–95 | Seleukos VI. Epiphanes Kg. 96–95 | Seleukos VI. Epiphanes Kg. 96–95 | Seleukos VI. Epiphanes Kg. 96–95   | Seleukos VI. Epiphanes Kg. 96–95   |                                    |                                    | Antiochos XI. Eusebes Kg. 95–92    | Antiochos XI. Eusebes Kg. 95–92    | Antiochos XI. Eusebes Kg. 95–92 | Antiochos XI. Eusebes Kg. 95–92 | Antiochos XI. Eusebes Kg. 95–92    | Antiochos XI. Eusebes Kg. 95–92    |                                    |                                    | Philipp I. Philadelphos Kg. 95–83   | Philipp I. Philadelphos Kg. 95–83   | Philipp I. Philadelphos Kg. 95–83   | Philipp I. Philadelphos Kg. 95–83   | Philipp I. Philadelphos Kg. 95–83   | Philipp I. Philadelphos Kg. 95–83   |                                    |                                    | Demetrios III. Eukairos Kg. 95–88 | Demetrios III. Eukairos Kg. 95–88 | Demetrios III. Eukairos Kg. 95–88    | Demetrios III. Eukairos Kg. 95–88    | Demetrios III. Eukairos Kg. 95–88    | Demetrios III. Eukairos Kg. 95–88    |                                      |                                      | Antiochos XII. Dionysos Kg. 87–84   | Antiochos XII. Dionysos Kg. 87–84   | Antiochos XII. Dionysos Kg. 87–84   | Antiochos XII. Dionysos Kg. 87–84   | Antiochos XII. Dionysos Kg. 87–84   | Antiochos XII. Dionysos Kg. 87–84   |                              |                              | Antiochos X. Eusebes Kg. 95–83      | Antiochos X. Eusebes Kg. 95–83      | Antiochos X. Eusebes Kg. 95–83      | Antiochos X. Eusebes Kg. 95–83      | Antiochos X. Eusebes Kg. 95–83      | Antiochos X. Eusebes Kg. 95–83      |  |  |  |  |  |  |  |  |  |  |  |  |  |  |  |  |  |  |  |  |  |  |  |  |  |  |  |  |  |  |  |  |  |  |  |  |
| Seleukos VI. Epiphanes Kg. 96–95 | Seleukos VI. Epiphanes Kg. 96–95 | Seleukos VI. Epiphanes Kg. 96–95 | Seleukos VI. Epiphanes Kg. 96–95 | Seleukos VI. Epiphanes Kg. 96–95   | Seleukos VI. Epiphanes Kg. 96–95   |                                    |                                    | Antiochos XI. Eusebes Kg. 95–92    | Antiochos XI. Eusebes Kg. 95–92    | Antiochos XI. Eusebes Kg. 95–92 | Antiochos XI. Eusebes Kg. 95–92 | Antiochos XI. Eusebes Kg. 95–92    | Antiochos XI. Eusebes Kg. 95–92    |                                    |                                    | Philipp I. Philadelphos Kg. 95–83   | Philipp I. Philadelphos Kg. 95–83   | Philipp I. Philadelphos Kg. 95–83   | Philipp I. Philadelphos Kg. 95–83   | Philipp I. Philadelphos Kg. 95–83   | Philipp I. Philadelphos Kg. 95–83   |                                    |                                    | Demetrios III. Eukairos Kg. 95–88 | Demetrios III. Eukairos Kg. 95–88 | Demetrios III. Eukairos Kg. 95–88    | Demetrios III. Eukairos Kg. 95–88    | Demetrios III. Eukairos Kg. 95–88    | Demetrios III. Eukairos Kg. 95–88    |                                      |                                      | Antiochos XII. Dionysos Kg. 87–84   | Antiochos XII. Dionysos Kg. 87–84   | Antiochos XII. Dionysos Kg. 87–84   | Antiochos XII. Dionysos Kg. 87–84   | Antiochos XII. Dionysos Kg. 87–84   | Antiochos XII. Dionysos Kg. 87–84   |                              |                              | Antiochos X. Eusebes Kg. 95–83      | Antiochos X. Eusebes Kg. 95–83      | Antiochos X. Eusebes Kg. 95–83      | Antiochos X. Eusebes Kg. 95–83      | Antiochos X. Eusebes Kg. 95–83      | Antiochos X. Eusebes Kg. 95–83      |  |  |  |  |  |  |  |  |  |  |  |  |  |  |  |  |  |  |  |  |  |  |  |  |  |  |  |  |  |  |  |  |  |  |  |  |
|                                  |                                  |                                  |                                  |                                    |                                    |                                    |                                    |                                    |                                    |                                 |                                 |                                    |                                    |                                    |                                    | Philipp II. Philorhomaios Kg. 69–63 | Philipp II. Philorhomaios Kg. 69–63 | Philipp II. Philorhomaios Kg. 69–63 | Philipp II. Philorhomaios Kg. 69–63 | Philipp II. Philorhomaios Kg. 69–63 | Philipp II. Philorhomaios Kg. 69–63 |                                    |                                    |                                   |                                   |                                      |                                      |                                      |                                      |                                      |                                      |                                     |                                     |                                     |                                     |                                     |                                     |                              |                              | Antiochos XIII. Asiatikos Kg. 69–64 | Antiochos XIII. Asiatikos Kg. 69–64 | Antiochos XIII. Asiatikos Kg. 69–64 | Antiochos XIII. Asiatikos Kg. 69–64 | Antiochos XIII. Asiatikos Kg. 69–64 | Antiochos XIII. Asiatikos Kg. 69–64 |  |  |  |  |  |  |  |  |  |  |  |  |  |  |  |  |  |  |  |  |  |  |  |  |  |  |  |  |  |  |  |  |  |  |  |  |

## Gesellschaft

### Bevölkerung
Die Seleukiden hatten von den Achaimeniden die Herrschaft über verschiedene Ethnien geerbt. Die größten Bevölkerungsgruppen wurden dabei von Griechen bzw. Makedonen, Iranern und Babyloniern gestellt. Anstelle der alten iranischen Eliten stützte sich das Reich allerdings mehrheitlich auf die griechisch-makedonische Bevölkerung. Besonders die frühen Seleukidenkönige gründeten daher über einhundert neue Poleis in Syrien, Mesopotamien, Babylonien, Iran und Baktrien, um stabile Stützpfeiler ihrer Dynastie zu errichten. Im Osten des Reiches blieben die Griechen jedoch eine klare Minderheit. Im Westen hingegen, vor allem in Kleinasien und Syrien, wurde eine teils dauerhafte Hellenisierung in Gang gesetzt. Unter Antiochos IV. war diese Entwicklung ein Grund für den Aufstand der Makkabäer.
Die Seleukiden kannten zwei unterschiedliche Arten von Städten: relativ autonome Bürgerstädte (Poleis) und Militärkolonien. Erstere waren zum Beispiel die alten Griechenstädte in Ionien, denen gegenüber sich die Seleukidenkönige möglichst tolerant verhielten; teils auch wegen der Konkurrenz durch Ptolemaier und Attaliden, die hier ebenfalls Einfluss hatten. Auch wenn diese Städte faktisch zum Reich gehörten, behielten sie daher formal ihre Autonomie und wurden in der Ausübung der lokalen Gesetzgebung wenig gestört, solange nur regelmäßig Tribute an den König entrichtet wurden. Allerdings setzte dieser gelegentlich neue, ihm genehme Eliten in den Städten ein. Um die faktische Königsherrschaft in eine für die Griechenstädte akzeptable Form zu bringen, gewährten die Seleukiden ihnen oft offiziell die „Freiheit“; dafür ließen sie sich dann von den Bürgern als Euergeten verehren und mit „Geschenken“ statt Steuern bedenken. Auch der Herrscherkult gehört in diesen Zusammenhang und ging äußerlich von den Poleis aus; erst unter den späteren Königen (seit Antiochos III.) wurde ein Dynastiekult zentral eingefordert.
Die makedonischen Militärkolonien unterstanden im Gegensatz dazu vollständig dem Willen des Königs. Ihre griechisch-makedonischen Bewohner dienten den Seleukiden als Reservoir für die Phalanx, das Herzstück des Heeres.
Die nicht-griechische Bevölkerung wurde in geringerem Ausmaß an der Reichsregierung beteiligt. Die Mitglieder der zentralen und regionalen Verwaltung rekrutierten sich aus den Freunden des Königs, so dass sie im Regelfall griechischer Abstammung waren. Die einzelnen Nationalitäten wurden allerdings auf lokaler Ebene von ihren eigenen Eliten regiert wie in Jerusalem oder Babylon. Die Seleukidenkönige bemühten sich aber von den einzelnen Völkern nicht als Fremde wahrgenommen zu werden. Schon Seleukos I. konnte sich in Babylonien nur gegen Antigonos durchsetzen, weil er die Zustimmung der Bevölkerung genoss. Daher passten die Könige ihr Auftreten als Herrscher nach Möglichkeit an regionale Traditionen und Religionen an. Auch behielten sie bei der Errichtung repräsentativer Bauten die regionstypischen Baustile bei.

### Wirtschaft
Wie bei allen europäischen und orientalischen Reichen im Altertum war auch im Seleukidenreich die Landwirtschaft Grundlage des wirtschaftlichen Systems. Der überwiegende Teil der Bevölkerung bestand aus relativ rechtlosen Bauern, die als „Leibeigene“ an ihren Boden gebunden waren. Der Grundbesitz befand sich entweder in den Händen des Königs, der regionalen Adligen, der Städte oder der Tempel.

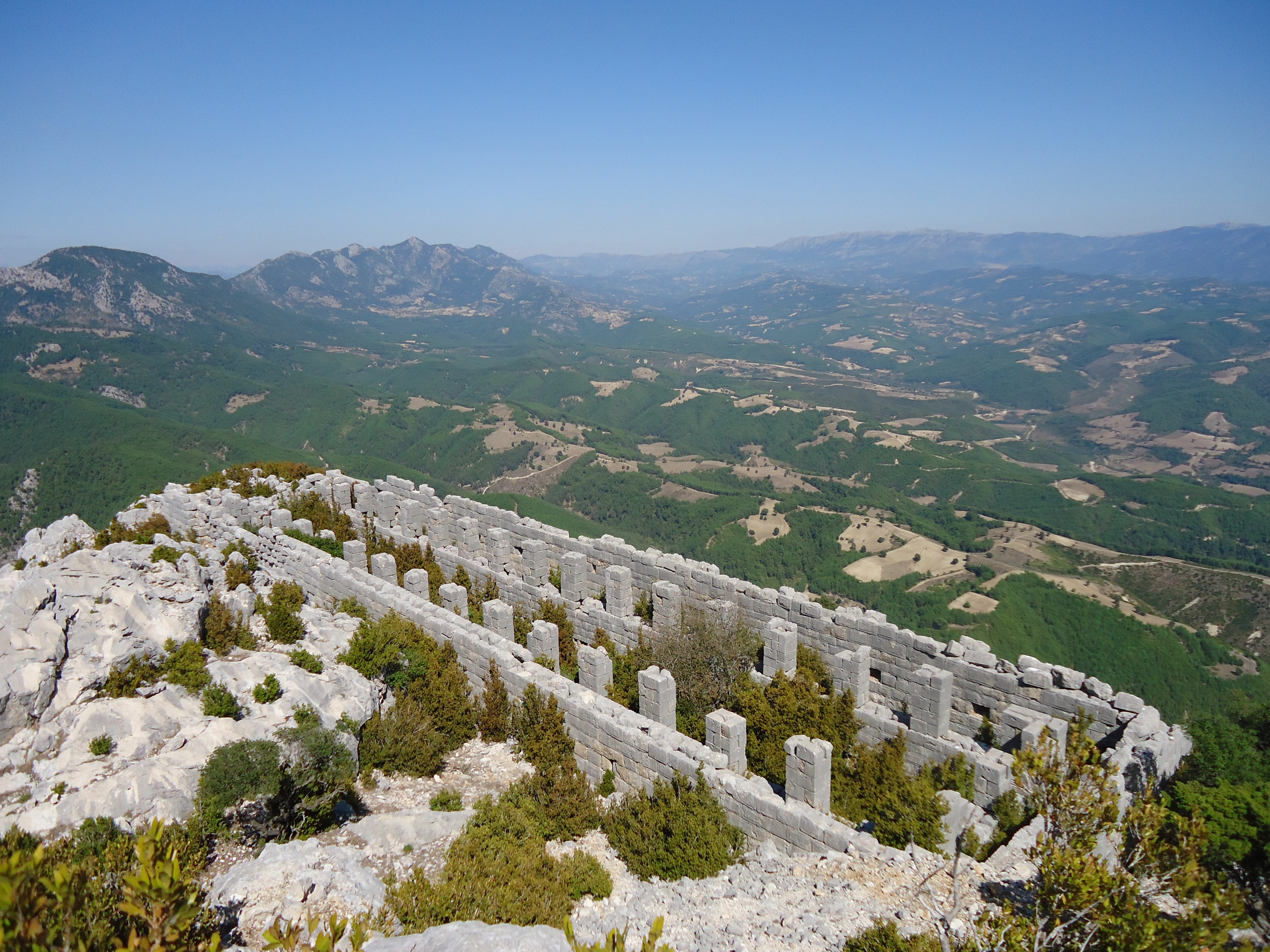
Ruinen eines Lagerhauses auf dem Karasis.

Die Bauern in den Dörfern und den königlichen Ländereien trugen zu einem großen Teil zu den Einnahmen des Reiches bei. Zusätzlich vergaben die Könige Land an verdiente Privatpersonen aus dem Verwaltungs- oder Militärstab. Diese „Lehen“ waren allerdings nicht erblich und fielen nach dem Tod der Lehnsmänner zurück an den König, wenn dieser den Erben nicht den Besitz von Neuem verlieh. Von besonderer Bedeutung waren die Militärkolonien (Kleruchien), in denen die griechisch-makedonischen Veteranen der Seleukiden angesiedelt wurden, und die direkt dem König unterstellt waren. Ihre Bewohner waren zwar auch Bauern, dienten aber in erster Linie als Reservoir für das Heer und zur Kontrolle der übrigen Nationalitäten.
Das Handelsaufkommen im Mittelmeer war zur Zeit der Seleukiden begrenzt, doch fanden einige Güter und Dienstleistungen innerhalb wie außerhalb des Reiches ihre Abnehmer. Der Nahhandel bestand in erster Linie aus dem Transport von Getreide aus den Dörfern in die Städte. Der Fernhandel trug durch Reisezölle zur Finanzierung des königlichen Haushaltes bei. Die Seleukiden profitierten wie ihre Vorgänger und Nachfolger von ihrer günstigen Lage an der Seidenstraße und bauten die Transportwege und -häfen beständig aus. Wichtigstes Exportgut des Seleukidenreiches waren Sklaven. Da im eigenen Land aufgrund der Leibeigenschaft nur wenig Bedarf für Sklaverei bestand, wurden Gefangene aus eroberten Städten nach Griechenland und Italien verkauft.
Die Städte Syriens waren auf Metallschmuck (Gold, Silber, Bronze) sowie Keramik spezialisiert und exportierten ihre Erzeugnisse nach Iran oder Griechenland. Des Weiteren wurden syrische Maurer und Mosaikleger für Auftragsarbeiten in Griechenland angeheuert. Außerdem taten sich die syrischen wie auch phönizischen Handwerker in der Glasgießerei und dem Schiffbau hervor. Die Städte Mesopotamiens und Babyloniens waren in der Textilproduktion vorherrschend. Asphalt zum Straßenbau wurde am Toten Meer gewonnen. Zentren der Parfümgewinnung befanden sich in Kleinasien und Mesopotamien.

### Kultur

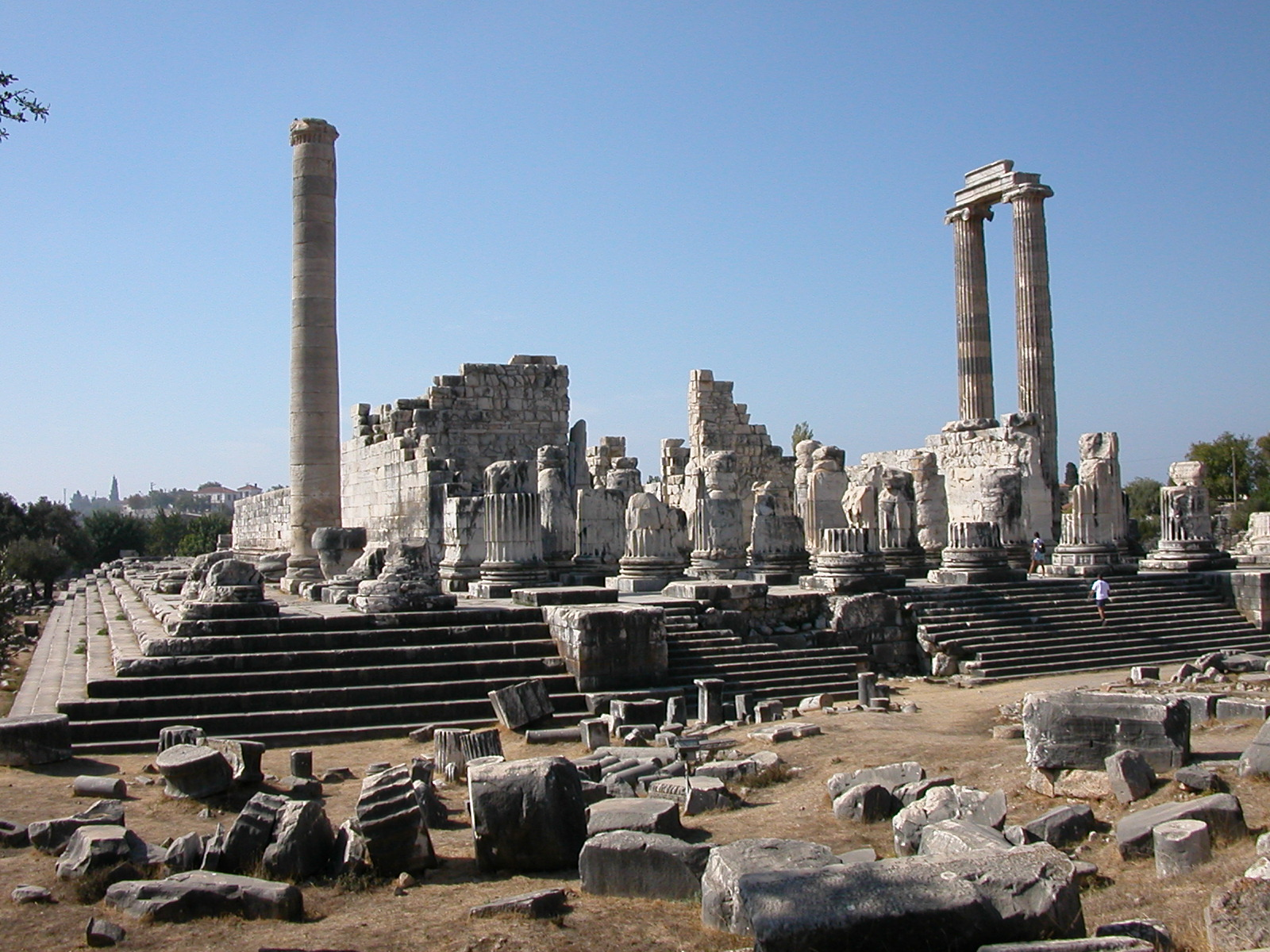
Ruine des Apollontempel von Didyma

Als Amtssprache des Seleukidenreiches fungierte auf der höchsten Verwaltungsebene Griechisch, darunter aber vor allem das von den Achaimeniden übernommene Aramäisch. Im Osten wurden zusätzlich königliche Dekrete in den iranischen Sprachen verfasst. Die indigenen Völker sprachen aber weiterhin ihre eigenen Sprachen wie Akkadisch, Phönizisch oder Hebräisch. Sie nahmen allerdings während der Seleukidenherrschaft zahlreiche griechische Begriffe in ihren Wortschatz auf.

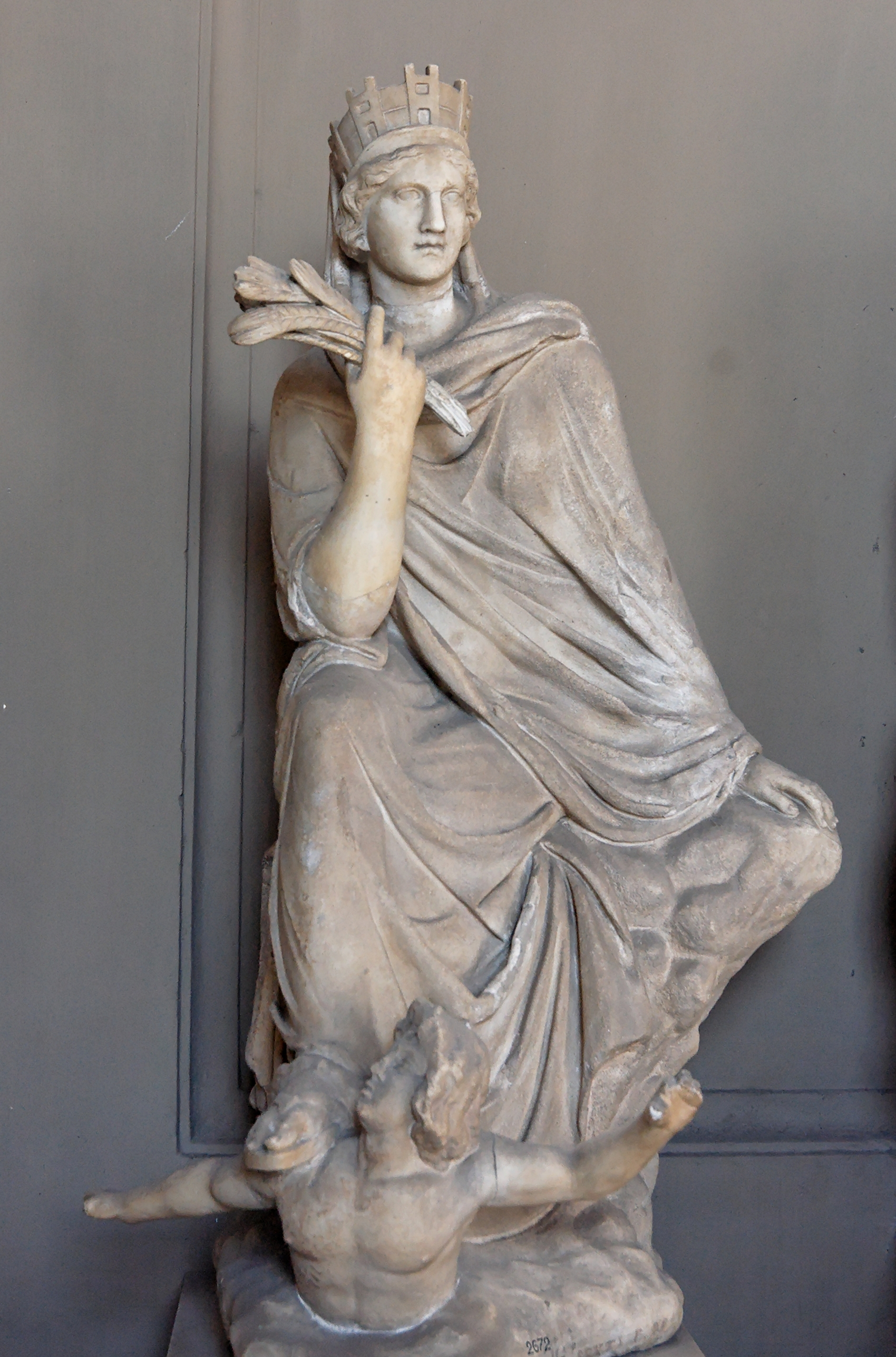
Eutychides’ Tyche von Antiocheia (Kopie im Vatikan)

Die Seleukidenkönige versuchten, ihre Herrschaft über die zahlreichen Nationalitäten zum einen durch Hellenisierung und zum anderen durch einen dynastischen Kult abzusichern. Letzterer war ursprünglich für die verstorbenen Herrscher gedacht, wurde jedoch im zweiten Jahrhundert v. Chr. auch auf die lebenden Könige und ihre Familie ausgedehnt. Der Herrscherkult war in erster Linie politischer und nicht religiöser Natur. Er sollte die Seleukidenherrschaft im gesamten Reich sakral erhöhen und bot zudem den Mitgliedern der Dynastie leichten Zugang zu Priesterämtern für ihre verstorbenen Vorfahren. Neben dem Herrscherkult existierten unzählige weitere Religionen, die von den Seleukiden im Regelfall toleriert wurden. Da der griechische Gott Apollon als Stammvater der Dynastie galt, wurden dessen Heiligtümer in Delphi, Delos und vor allem Didyma finanziell gefördert. Der zerstörte Tempel von Didyma wurde unter Seleukos I. und seinen Nachfolgern wiedererrichtet.
Das bekannteste Kunstwerk im Seleukidenreich war die Statue der Tyche, die von Eutychides, einem Schüler des Lysipp, geschaffen wurde. Sie stand in Antiocheia am Orontes und war das Wahrzeichen der Stadt. Die Statue wurde bereits unter Seleukos I. fertiggestellt. Die Schicksalsgöttin Tyche symbolisierte aus der Sicht damaliger Menschen die chaotischen Verhältnisse der Diadochenzeit, in der ein Mann wie Seleukos mit ursprünglich nur wenigen Gefolgsleuten zum Herrscher eines weitläufigen Reiches aufsteigen konnte.
Im Gegensatz zum ptolemaiischen Alexandria und dem attalidischen Pergamon existierte im Seleukidenreich kein geistiges Zentrum. Dies hing teilweise damit zusammen, dass der König und sein Hofstaat aufgrund der Größe des Reiches wanderten. Es fehlte damit eine lokal gebundene Institution wie die Bibliothek von Alexandria, welche die Wissenschaft hätte unterstützen können. Dennoch hielten sich am seleukidischen Hof bedeutende Dichter und Denker der hellenistischen Epoche auf. Die Könige stellten darüber hinaus führende Mediziner wie Erasistratos und dessen Schüler als Leibärzte an. Der Priester und Philosoph Berossos verfasste im Auftrag Antiochos’ I. eine Geschichte Babylons. Antiochos III. förderte den Dichter Euphorion und einige Historiker. Des Weiteren unternahmen seleukidische Forscher mehrere Entdeckungsreisen im Kaspischen Meer, im Persischen Golf oder am Ganges.

## Militär

### Strategie
Das militärische Hauptquartier der Seleukiden befand sich in Friedenszeiten in Apameia am Orontes. Ihre Heere gehörten zu den größten Armeen überhaupt in der hellenistischen Ära, da der Zusammenhalt des Reiches in erster Linie von der militärischen Schlagkraft abhing. Daher wurden aus allen Reichsteilen Truppen rekrutiert, so dass das Heer im Gegensatz zur griechischen Staatsverwaltung heterogen zusammengesetzt war. Allerdings setzten sich die schweren Truppen größtenteils aus Kriegern griechisch-makedonischer Abstammung zusammen, um separatistische Erhebungen unter den übrigen Nationalitäten zu erschweren.
Nach Möglichkeit übernahmen die Seleukidenkönige selbst das Oberkommando über das Heer. In diesem Punkt unterschieden sie sich von den Ptolemaiern, welche die militärischen Planungen meist erfahrenen Söldnerführern aus Griechenland überließen. Die Seleukiden sahen sich in der Tradition der makedonischen Heerkönige, die ihre Macht dem Wohlwollen des Heeres und ihrem Erfolg in der Schlacht geschuldet sahen. War der König verhindert oder wurde eine sekundäre Armee gebildet, so fiel das Kommando einem der Vizekönige bzw. einem ranghohen Mitglied der Dynastie zu.

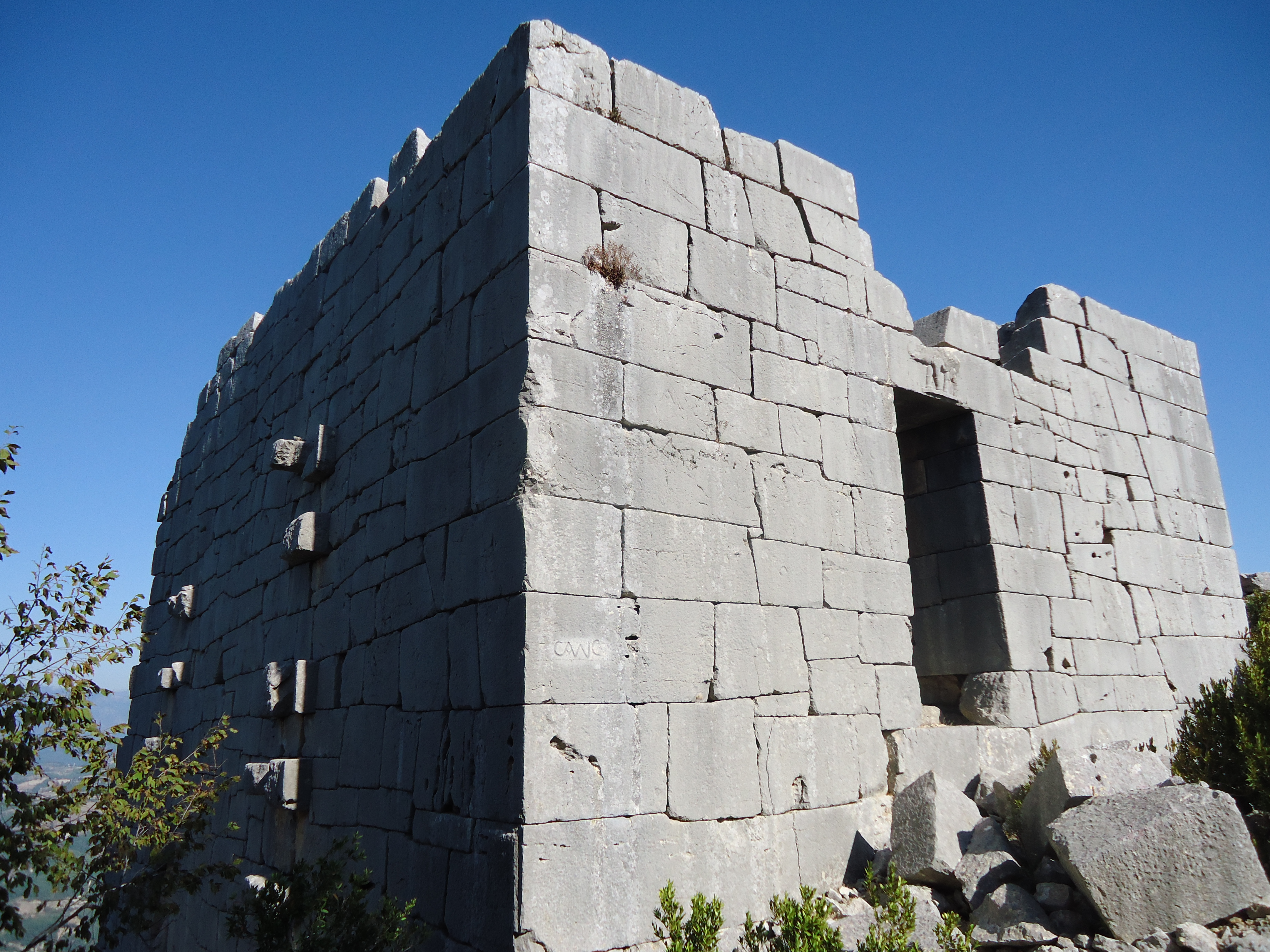
Geschützturm mit seleukidischem Elefantenrelief über dem Türsturz.

Die Seleukiden waren nur bedingt in der Lage, an zwei Fronten schlagkräftige Armeen aufzustellen, so dass die entscheidenden militärischen Operationen fast immer vom König ausgeführt wurden. Die Struktur des Hauptheeres sah einen elitären Kern aus stehenden Truppen vor, der dann mit regionalen Kontingenten verstärkt wurde. Diese Truppen waren grundsätzlich dem König unterstellt, während sich sekundäre Armeen häufig aus Söldnern zusammensetzten. Die Seleukiden unterschieden sich militärisch somit erheblich von den Römern, deren Legionen selbstständig operieren konnten, so dass an mehreren Schauplätzen schlagkräftige römische Armeen aufgestellt werden konnten.
Fand eine Schlacht auf offenem Gelände statt, so wurde vom Seleukidenkönig erwartet, dass er aktiv an ihr teilnahm. Davon ging zwar eine positive Wirkung auf die eigenen Soldaten aus, doch verlor der König dadurch in seiner Funktion als General den Überblick auf das Schlachtgeschehen. Dies vergrößerte die Bedeutung der Kommandeure der einzelnen Waffengattungen und -kontingente. Die ranghohen Offiziere waren in der Regel Angehörige des Königshauses oder der adligen Familien am syrischen Hof. Sie wurden durch Söldnerführer ergänzt, welche die Dienste anderer hellenistischer Staaten verlassen hatten, doch war deren Rolle schwächer als im ptolemaiischen Ägypten ausgeprägt. Die Beförderung im seleukidischen Heer war nicht allein von der sozialen Herkunft, sondern auch vom Verdienst abhängig, so dass es Soldaten möglich war, bis in hohe Positionen aufzusteigen. Den nicht-griechischen Eliten blieb hingegen eine Karriere im Heer verwehrt.

### Heer

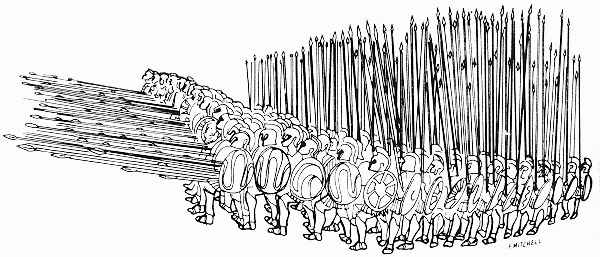
Die makedonische Phalanx bildete den Kern des seleukidischen Heeres.

Die Seleukiden unterhielten ein stehendes Heer von etwa 30.000 Mann. Dieses setzte sich aus den Elitetruppen sowie verschiedenen Söldnereinheiten zusammen. Bei langwierigen Feldzügen in entlegene Gebiete beschränkte sich die Armee weitgehend auf diese Soldaten. Kurzfristig konnte das Seleukidenreich aber weitaus größere Heere mobilisieren, indem es Militärkolonisten und städtische Kontingente zu den Waffen rief. In den Entscheidungsschlachten gegen die Ptolemaier (Schlacht bei Raphia und Schlacht bei Paneion) kämpften um die 70.000 Soldaten auf beiden Seiten. Diese Heeresstärke konnte annähernd bis zum endgültigen Verlust der östlichen Reichsgebiete 129 aufrechterhalten werden.
Wie bei allen hellenistischen Mächten stand während der Schlacht die makedonische Phalanx, deren Kämpfer ausschließlich griechisch-makedonischer Nationalität waren, als schwere Infanterie im Zentrum des Heeres. Ihre Elite waren die Argyraspiden (Silberschilde), die sich aus den Söhnen der Militärkolonisten rekrutierten. Ihre Anzahl wurde in Analogie zu den achaimenidischen Unsterblichen konstant auf zehntausend gehalten. Sie standen dem König im Gegensatz zu den übrigen Phalangiten permanent zur Verfügung. Die übrigen Militärkolonisten dienten nur als Reserve und waren ansonsten Bauern. Kamen noch die Krieger der autonomen Städte dazu, konnte die Stärke der seleukidischen Phalanx im Notfall auf etwa 30.000 Mann gebracht werden. Die Phalangiten waren mit langen Lanzen (Sarissa) bewaffnet und standen in enger Formation nebeneinander, was sie sehr unbeweglich aber auch extrem kampfstark machte. Brach die Kampfreihe der Phalanx ein, war die Schlacht verloren. Nach der Niederlage gegen Rom wurde die seleukidische Infanterie nach 190 v. Chr. reformiert: Am Vorbild der römischen Manipel wurde die Syntagma (mit 256 Mann allerdings größer) als taktische Einheit gebildet, während einige Infanteristen auf römische Weise bewaffnet wurden.
Auf den Flügeln des Heeres wurde die Kavallerie eingesetzt. Die Reiter rekrutierten sich größtenteils aus den östlichen Satrapien des Reiches, wo die Meder und Perser mehr als 10.000 Mann aufbieten konnten. Ihre Elite waren die etwa dreitausend schwer gepanzerten Kataphrakten, die nach dem Ostfeldzug Antiochos’ des Großen in die Armee integriert wurden. Damit das iranische Element innerhalb der Kavallerie nicht zu stark geriet, unterhielten die Seleukiden zusätzlich eine schwere griechisch-makedonische Reiterei, an deren Spitze sich oft der König befand. Zu diesen schweren Einheiten kamen mehrere tausend leichte Einheiten, die vor allem als Grenztruppen eingesetzt wurden. Die seleukidische Kavallerie war ihren Gegnern dank der Reiter aus dem Ostteil des Reiches qualitativ wie quantitativ meist überlegen.
Zwischen Flügeln und Zentrum wurde im seleukidischen Heer leichtbewaffnete Infanterie als bewegliches Bindeglied eingesetzt. Diese rekrutierte sich zum einen aus Kriegern der nicht-griechischen Reichsteile sowie Söldnern aus angrenzenden Regionen wie den kleinasiatischen Galatern oder den Arabern. In den hinteren Reihen wurden zusätzlich indigene Fernkämpfer wie Bogenschützen, Speerwerfer und Steinschleuderer eingesetzt, welche jeweils die gängigen Kampftechniken ihrer Herkunftsländer repräsentierten.
Aus Indien wurden Kriegselefanten importiert, die bereits zur seleukidischen Gründungszeit eine wichtige Rolle spielten. Allerdings konnten die Elefanten in Syrien nicht effizient gezüchtet werden, so dass die Könige regelmäßig ihre Bestände an der Ostgrenze ihres Reiches auffüllen mussten. Gegenüber den Ptolemaiern besaßen die Seleukiden einen Vorteil, da die Indischen Elefanten den kleineren Waldelefanten ihrer Konkurrenten überlegen waren. Des Weiteren besaßen die indischen Mahuts eine ältere Tradition in der Zähmung von Elefanten. Im Gefecht wurden die Tiere sowohl an den Flanken als auch im Zentrum der Schlachtreihe eingesetzt und konnten allein durch ihre psychologische Wirkung auf den Feind einen Kampf entscheiden. Kriegselefanten entschieden mehrere wichtige Schlachten zu Gunsten der Seleukiden, doch erwiesen sich die Tiere gegenüber den beweglichen und disziplinierten römischen Legionen als ineffektiv.

### Flotte
Im Gegensatz zu den Ptolemaiern unterhielten die Seleukiden keine nennenswerte Flotte. Zum einen konnten die Peripherien des Reiches auch zu Land erreicht werden, zum anderen war der Erhalt von Seestreitkräften sehr kostspielig. Somit waren in den wichtigen Hafenstädten Seleukeia Pieria und Laodikeia am Meer nur wenige Kriegsschiffe stationiert. Zusätzlich befand sich eine Flottille im Persischen Golf, wo sich einige seleukidische Stützpunkte befanden. Die Letztere war wahrscheinlich in Alexandria am Tigris stationiert.
Während des Römisch-Syrischen Krieges stellten die Seleukiden ausnahmsweise eine große Flotte von insgesamt etwa 100 schweren Schiffen und der doppelten Anzahl leichter Einheiten auf, da sich dieser Konflikt im Ägäisraum abspielte. Nachdem sich diese Armada jedoch den vereinten Flotten der Römer, Pergamener und Rhodier hatte beugen müssen, beschränkte sich das seleukidische Hoheitsgebiet zur See wieder auf die syrischen und phönizischen Gewässer.
Die letzte stärkere Flotte der Seleukiden wurde unter Antiochos IV. eingesetzt, als dieser während des Sechsten Syrischen Krieges die Insel Zypern besetzen ließ.